# ترجمه‌های دیوان حافظ
این مقاله به ترجمه‌های دیوانِ حافظ می‌پردازد. ترجمه‌های دیوان یا بخشی از آن به زبان‌های اردو، پنجابی، سندی، عربی، انگلیسی در هند و پاکستان، دیوان و گزیدهٔ آن، و تنظیمِ اشعار برای آواز به زبان‌های اسپرانتو، انگلیسی، فرانسه، آلمانی، روسی، ارمنی، بلغاری، چکی، چینی، دانمارکی، هلندی، فنلاندی، یونانی، مجاری، ایتالیایی، لاتین، لیتوانیایی، نروژی، لهستانی، پرتغالی، رومانیایی، صربی، سوئدی، اسپانیایی و ترکی هست. از دیوان حافظ همچنین چند ترجمه به زبان کردی موجود است.

## کردی
شاعران کُرد بسیاری ابیاتی از حافظ را در اشعار خود تضمین کرده‌اند و یا اشعاری را با تأثیر از غزلیات وی سروده‌اند. اما ترجمۀ مستقیم اشعار وی به زبان کردی به چند دهۀ‌ اخیر بازمی‌گردد. عباس حقیقی ۱۰۰ غزل از دیوان حافظ را به کردی سورانی ترجمه کرده و در مجموعه‌‌ای با عنوان «شه‌ونم» (شبنم) به چاپ رسانده است. همچنین عمر صالحی صاحب نیز مجموعه‌ای کامل از اشعار حافظ را به کردی سورانی ترجمه کرده و با عنوان «تافگه‌ی ئه‌وین» (آبشار عشق) منتشر نموده است. علاوه بر این دو ترجمه به کردی سورانی، مصطفی بیگی شاعر ایلامی نیز مجموعه‌ای از غزلیات حافظ را به کردی جنوبی و گویش ایلامی ترجمه کرده که در همایش‌های متعددی خوانده شده،‌ اما هنوز به صورت مستقل به چاپ نرسیده است.
| فهرستِ مترجمانِ کُردیِ دیوانِ حافظ |                                | |                                                                                               |
| ردیف                          | مترجم                          | فعالیت | توضیحات                                                                                       |
| ۱                             | عباس حقیقی (د. ۱۳۷۵ ه‍.ش/۱۹۹۶ م) | ترجمهٔ ۱۰۰ غزل، ۹ رباعی و ساقی‌نامهٔ حافظ به کردی و انتشار با عنوان شه‌ونم (شبنم) در ارومیه؛ سرایش ملمع‌ها و مسمط‌های تضمینی با بهره‌گیری از شعر حافظ    |                                                                                               |
| ۲                             | عمر صالحی صاحب ادیب و شاعر کُرد | ترجمهٔ هر غزل به کُردی سورانی با حفظ وزن اصلی، و به سبک و سیاق شعر حافظ. مترجم در انتهای هر غزل یک بیت از خودش را متناسب با محتوای غزل گنجانده است. | این ترجمه با عنوان «تافگه‌ی ئه‌وین» (آبشار عشق) توسط انتشارات دانشگاه کردستان به چاپ رسیده است. |

## عربی
پس از خَیّام و رباعیاتش، حافظ و دیوانش بیشترین اثرگذاری را در قلمرو ادب عرب داشته است. ابراهیم امین شواربی، دانشجوی مصری، نخستین کسی بود که حافظ‌پژوهی را آغاز کرد. او دو اثر در این‌باره دارد: اغانی شیراز و حافظ الشیرازی شاعر الغناء الغزل فی ایران. اغانی شیراز او غزلیات حافظ الشیرازی بخش عمدهٔ کار شواربی را شامل می‌شود که در دو مرحله چاپ شد. در مرحلهٔ نخست و در سال ۱۳۲۳ ه‍.ش/۱۹۴۴ م، ۱۴۵ غزل از حرف الف تا دال در قاهره منتشر شد. اندکی بعد کتاب به‌طور کامل چاپ شد. شواربی در مقدمه می‌گوید ترجمهٔ شعر به شعر کاری ناممکن است؛ به همین خاطر وی ترجمه به نثر را برگزیده است؛ اما گاهی چنان از حافظ اثر می‌گرفته که به‌ناچار به نثر مسجع روی آورده است. شواربی ترجمه‌اش را در شش قالب انجام داده است: ۱. به نثر؛ ۲. به نثر مسجع برپایهٔ بیت نخست غزل؛ ۳. به نثر مسجع برپایهٔ قافیهٔ غزل؛ ۴. به نثر با حفظ ردیف غزل؛ ۵. به نظم با حفظ وزن و قافیهٔ شعر فارسی؛ ۶. به نظم بدون رعایت وزن و قافیهٔ شعر فارسی. این چندگانگی و بی‌نظمی در سراسر ترجمه آشکار است. درمجموع ۴۹۶ غزل به نثر و ۱۹ غزل افزون‌بر نثر، به نظم نیز ترجمه شده‌اند. ۵ غزل که ملمّعند تنها به نظم ترجمه شده‌اند. ساقی‌نامه نیز به‌طور کامل به شعر عربی ترجمه شده است. در این ترجمه اثری از هنر شعری حافظ دیده نمی‌شود. از کاستی‌های بزرگ این ترجمه نخست اشتباه‌های فراوانی در متن‌های فارسی دو کتاب و دوم بدفهمی‌هایی در ترجمه است.
در ابتدای دههٔ ۱۳۴۰ ه‍.ش/۱۹۶۰ م، محمد فراتی از سوی وزارت فرهنگ سوریه مأمور شد تا ترجمهٔ آثار فارسی را به عربی انجام دهد. او طی پنج سال شماری از آثار ارزشمند فارسی را به عربی ترجمه کرد. یکی از این آثار، ترجمهٔ ۲۰۰۰ بیت از سروده‌های سعدی و حافظ بود. در سال ۱۹۶۳ م، مجلهٔ الدراسات الادبیة شش غزل از غزل‌های حافظ ترجمهٔ فراتی را منتشر کرد. صلاح صاوی شاعر مصری در سال ۱۳۶۷ ه‍.ش/۱۹۸۸ م کتابی با عنوان دیوان العشق، شعر حافظ الشیرازی در تهران به چاپ رساند. این کتاب ۳۰ غزل حافظ همراه با ترجمهٔ منظوم به عربی را دربرمی‌گیرد. محمدعلی شمس‌الدین شاعر لبنانی از آخرین کسانی است که به حافظ توجه کرده است. از آثار او کتاب شیرازیات است که در سال ۱۳۸۴ ه‍.ش/۲۰۰۵ م هم‌زمان با همایش حافظ در نگاه ادیبان عرب در بیروت چاپ شد. این کتاب شامل ترجمهٔ ۷۵ غزل از حافظ است. واپسین ترجمهٔ شعر حافظ به عربی اثر عمر محمد شبلی است که در مجلهٔ شیراز معرفی شده است. شبلی دیوان حافظ را با عنوان حافظ الشیرازی بالعربیة شعراً ترجمه کرده و جلد نخستش را به مجلهٔ شیراز فرستاده است. او وعدهٔ ارسال جلد دوم را نیز داده است. احمد زکی ابوشادی نیز ۶۵ رباعی از رباعیات منسوب به حافظ را از نسخهٔ ترجمهٔ انگلیسی گرانمر بنگ در سال ۱۹۱۶ م به عربی ترجمه کرده است.
ستاد ادبی دانشگاهی سوری-ایرانی نادر نظام تهرانی در سال ۱۳۹۹ش/۲۰۲۰ م دیوان حافظ را به عربی با عنوان «ديوان حافظ: بالعربية شعرًا» ترجمه و چاپ کرد.

## ترکی عثمانی
عبدالباقی گولپینارلی (د. ۱۹۸۲ م) از ایران‌شناسانِ نامدار، در سال ۱۹۴۴ م، دیوانِ حافظ را براساسِ نسخهٔ ۳۹۴۵ کتابخانهٔ ایاصوفیه در استانبول به‌تاریخ ۸۱۳ ه‍.ق و مقابله با نسخهٔ عبدالرحیم خلخالی چاپ‌شده در ۱۳۰۶ ه‍.ش، به‌همراه مقدمه‌ای مفصل و پیوست‌هایی به ترکی استانبولی ترجمه کرد که چندین بار چاپ شده است.

## زبان‌های شبه‌قاره
بسیاری از مردمِ شبه‌قارهٔ هند تا اوایلِ سدهٔ نوزدهمِ میلادی از زبان فارسی به‌عنوانِ زبانِ علمی و ادبی، و نیز از آثارِ فارسی استفاده می‌کردند. با گذشتِ زمان و رسیدن به میانه‌های این سده و کاهشِ شمارِ مخاطبانِ فارسی، نیاز به ترجمهٔ آثارِ ادبیاتِ فارسی به زبان‌های بومیِ شبه‌قاره احساس شد.
| فهرستِ مترجمانِ زبان‌های شبه‌قارهٔ دیوانِ حافظ | | | |
| ردیف                                     | مترجم | فعالیت | توضیحات |
| ترجمه‌های اردو                            | | | |
| ۱                                        | آقا بیدار بخت                                                                                               | ترجمه و شرحِ غزل‌هایی از حافظ با ردیفِ «م» با عنوان بادهٔ حافظ؛ بهره‌گیری از این اثر برای مفادِ آزمونیِ «منشی فاضل» در دانشگاهِ پنجاب و کمک به دانشجویان | |
| ۲                                        | آقا محمد باقر                                                                                               | ترجمهٔ ۸۹ غزل با ردیفِ «م» با عنوان ترجمهٔ غزلیات حافظ | |
| ۳                                        | خواجه عبادالله اختر امرتسری                                                                                 | ترجمهٔ دیوان به‌سالِ ۱۹۱۲ م که نخستین چاپش در ۱۹۱۶ م منتشر شد. این ترجمه چهار نوبت چاپ شد و در سال ۲۰۰۰ م، چاپِ پنجمش در دو جلد توسط نازشوکت‌علی، نوهٔ مترجم، در لاهور انتشار یافت. | مطالعهٔ تطبیقی و انتقادیِ اشعارِ حافظ با سروده‌های شاعرانی مانند سعدی، نظامی، ظَهیر و سلمان؛ دارای دو بخش دربارهٔ زندگیِ حافظ و زیبایی‌های کلامیِ اشعارِ حافظ؛ به‌خاطرِ تسلطِ مترجم بر زبان و ادبِ فارسی، از معتبرترین ترجمه‌های دیوان به اُردو است؛ عدمِ پایبندیِ مترجم به شیوهٔ خاصی از ترجمه؛ اشاره به آرایه‌های ادبیِ شعر |
| ۴                                        | حکیم مظفر حسین اظهر دهلوی                                                                                   | ترجمه رباعیاتِ منسوب به حافظ با عنوان رباعیات حافظ همراه با شرح | |
| ۵                                        | رشیدالدین انصاری حیدرآبادی                                                                                  | ترجمهٔ گزیده‌ای از غزل‌های حافظ همراه با متنِ اصلی به نظمِ اردو؛ درجِ ترجمهٔ هر مصراع در مقابلِ آن | |
| ۶                                        | شمس‌الحسن «شمس» بریلوی                                                                                       | ترجمهٔ دیوانِ حافظ با عنوان دیوان حافظ مترجَم و مُحَشّیٰ به‌سال ۱۳۹۰ ه‍.ق | |
| ۷                                        | دیبی پرشاد                                                                                                  | ترجمهٔ گزیده‌ای از اشعار با عنوان اشعار منتخبه از غزل‌های حافظ | |
| ۸                                        | محمد اشرف علی تهانوی                                                                                        | ترجمهٔ ابیاتِ عرفانیِ دیوان تا حرفِ «د» به‌همراه شرح در چهار جلد با عنوان عرفان حافظ | |
| ۹                                        | ابونعیم عبدالحکیم خان نشتر جالندهری و صادق علی لاهوری                                                       | ترجمهٔ دیوان و چاپ در سال ۱۹۷۱ م در لاهور با عنوان دیوان حافظ مع سلیس اردو ترجمه | از پذیرفته‌ترین ترجمه‌ها به اردو؛ بیانِ زندگیِ حافظ در مقدمه از سوی مترجم |
| ۱۰                                       | سید اصغر علی شاه جعفری                                                                                      | ترجمهٔ غزل‌ها در قافیه و ردیفِ «د» از دیوانِ حافظ با عنوان جام حافظ یعنی دیوان حافظ ردیف «د» مع ترجمه و تشریح در سال ۱۹۶۴ م؛ و سپس شرح و ترجمهٔ دیوان و چاپ در لاهور در سال ۲۰۰۳ م | |
| ۱۱                                       | شاغل جیپوری (د. ۱۳۹۰ ه‍.ق)                                                                                    | ترجمهٔ شماری از رباعیاتِ منسوب به حافظ با عنوان رباعیات حافظ در مجلهٔ العلم | |
| ۱۲                                       | اسلم جیراج پوری                                                                                             | ترجمهٔ بعضی اشعار به‌همراه شرحی از زندگی و شعرِ حافظ با عنوان حیات حافظ | |
| ۱۳                                       | قاضی سجاد حسین مدرسِ مدرسهٔ عالیهٔ فتح‌پوری دهلی                                                                | ترجمهٔ نزدیک به ۶۱۲ غزل ازجمله غزل‌های الحاقی با عنوان دیوان حافظ مترجَم؛ همراه با بخشی با نام «متفرقات دیوان» دربردارندهٔ قالب‌های دیگر و حاشیه‌نویسی دربارهٔ واژه‌ها و ابیات؛ چاپِ نخست در سال ۱۹۶۱ م در دهلی؛ ترجمه‌ای تحت‌اللفظی | از بهترین ترجمه‌های دیوان حافظ به اردو |
| ۱۴                                       | خالد حمید فرزند عبدالحمیدخان                                                                                | ترجمهٔ ۳۰۰ غزل به نظمِ اردو با عنوان غزلیات حافظ شیراز به‌همراه متنِ غزل‌ها | |
| ۱۵                                       | محمد احتشام‌الدین حقی دهلوی د. ۱۳۶۵ ه‍.ق)                                                                      | ترجمهٔ ۶۰۰ غزل به نظم با عنوان تَرجُمانُ الْغَیْب؛ ترجمهٔ غزل‌ها با حفظِ وزنِ عَروضی و قافیه به اردو | |
| ۱۶                                       | سید سراج‌الدین                                                                                               | ترجمهٔ ۵۰ غزل حافظ به‌همراه یادداشت‌هایی از مترجم | |
| ۱۷                                       | غلام حیدر بن عبدی قیصر شاهی                                                                                 | ترجمهٔ ۴۲ غزل به نظم و به زبانِ اردو با نام آینهٔ معرفت به‌همراه ترجمهٔ پنجابیِ همین غزل‌ها در سال ۱۹۱۱ م | |
| ۱۸                                       | پندت شیاما چرن داس                                                                                          | ترجمه و شرح عارفانهٔ گزیده‌ای از غزل‌های حافظ با عنوان عرفانِ حافظ در ۲۳ فصل و چاپ در سال ۱۹۶۴ م در دهلی | گزینش، ترجمه و شرح ۲۳ موضوع مانند عشق، بندگی، اعتماد، توکل و لطف دائم و دعا و تسلیم همراه با انتخاب اشعاری در این‌باره |
| ۱۹                                       | احمد بخشی «یکدل» چشتی                                                                                       | ترجمهٔ دیوانِ حافظ به نظم | |
| ۲۰                                       | خانزاده چوهدری                                                                                              | ترجمه و شرحِ منظومِ دیوانِ حافظ | |
| ۲۱                                       | مرزاجان دهلوی                                                                                               | ترجمهٔ کاملِ دیوان به‌همراه حاشیه‌نویسی و متنِ اشعار | |
| ۲۲                                       | سجاد ظهیر (د. ۱۳۹۳ ه‍.ق)                                                                                      | گزیدهٔ غزل‌ها به‌همراهِ شرح حال به زبانِ اردو با عنوان ذکر حافظ مع انتخاب کلام به‌سال ۱۳۷۳ ه‍.ق در بلوچستانِ پاکستان | |
| ۲۳                                       | راگهویندر راؤ «جذب» عالمپوری (د. ۱۹۷۳ م) نامدار به «خیام آندهرا»                                            | ترجمهٔ رباعیاتِ منسوب به حافظ به نظم اردو و هندی با عنوان رباعیات حافظ شیرازی | |
| ۲۴                                       | عبدالله خان کاکر عسکری                                                                                      | ترجمهٔ منظومِ دیوان با شرحِ ابیات میانِ سال‌های ۱۹۱۹–۱۹۲۷ م در چند جلد از روی کتابِ حیات حافظ نوشتهٔ اسلم جیراج پوری | |
| ۲۵                                       | عبدالله خان عسکری لُدهیانوی                                                                                  | ترجمه و نگارشِ شرحِ دیوانِ حافظ با عنوان مشروح و منظوم ترجمهٔ دیوان حافظ معه حقیقی و معنوی و فالنامه در شش «حصّه» | |
| ۲۶                                       | محمد عنایت‌الله استاد دانشکدهٔ گوردن راولپندی                                                                 | ترجمهٔ ۵۷۸ غزل، یک ترکیب‌بندِ ۶ بندی و یک ترجیع‌بندِ ۷ بندی، یک ساقی‌نامه و یک مثنوی در سال ۱۹۲۴ م با عنوان دیوان حافظ مترجم | ترجمه در میان سطرها و حاشیه‌ها در پایینِ متنِ فارسی |
| ۲۷                                       | غلام محمد متخلص به «عبد»                                                                                    | ترجمهٔ گزیدهٔ دیوانِ حافظ با عنوان دیوان حافظ؛ انتشار به‌همراه اثری از خود با نام گلدستهٔ عشاق یا فریاد عبدی | |
| ۲۸                                       | حافظ محمد عبدالله فیصل‌آبادی                                                                                 | ترجمهٔ دیوانِ حافظ به نظم با عنوان دیوان حافظ | |
| ۲۹                                       | احسن مفتاحی                                                                                                 | ترجمهٔ گزیدهٔ دیوانِ حافظ به نظم با عنوان قند شیراز | |
| ۳۰                                       | مسلم هاشمی نکودری                                                                                           | ترجمه و شرح ۸۰ غزل در قافیه و ردیفِ حرفِ «م» با عنوان عرفانیات و چاپ در سال ۱۳۷۶ ه‍.ق؛ همراه با شرحِ روزگار و حالِ حافظ؛ ترجمه و شرحِ هر غزل به زبان ساده همراه با معنیِ واژگانِ دشوار | |
| ۳۱                                       | محمد یاسین                                                                                                  | ترجمهٔ گزیده‌ای از دیوانِ حافظ با عنوان انتخاب دیوان حافظ | |
| ترجمه‌های پنجابی                          | | | |
| ۱                                        | محمدباقر بهیروی                                                                                             | ترجمه و شرح غزل‌های حافظ با عنوان غزلیات حافظ | کهن‌ترین ترجمه از دیوان اما بدون نسخه‌ای دردسترس |
| ۲                                        | محمد دلپذیر بهیروی (د. ۱۳۶۴ ه‍.ق) فرزند کرم الهی                                                              | ترجمهٔ ۵۶ غزل به نظمِ پنجابی با عنوان تحفهٔ بی‌نظیر جدید یعنی خلاصهٔ دیوان حافظ | |
| ۳                                        | غلام حیدر بن عبدی قیصر شاهی                                                                                 | ترجمهٔ ۵۶ غزل به نظم با عنوان تحفهٔ بی‌نظیر یعنی خلاصهٔ دیوان حافظ بشرح نظم هندی | |
| ۴                                        | غلام حیدر بن عبدی قیصر شاهی                                                                                 | ترجمهٔ ۴۲ غزل به نظم و به زبان پنجابی با نام آینهٔ معرفت به‌همراه ترجمهٔ اردوشان در سال ۱۹۱۱ م در لاهور | |
| ۵                                        | محمد عبدالله خان عبدی قیصرشاهی رسول‌نگری                                                                     | ترجمهٔ ۵۰ غزل به نظم با عنوان غزلیات حافظ شیرازی مع پنجابی منظوم ترجمه | ظاهراً انتشار ۳۰ غزل از آن در دیوان حافظ پنجابی مع فرهنگ و اصطلاحات همراه مذاق العاشقین و سراج العارفین |
| ۶                                        | محمد عبدالله خان عبدی قیصرشاهی رسول‌نگری، محمد حسین احمدآبادی، پارس علی لاهوری و ‌عبدالعزیز بن محمد عبدالرشید | ترجمهٔ گزیده‌ای از دیوان با عنوان دیوان حافظ پنجابی مع فرهنگ و اصطلاحات در سه بخش مجزا به‌ترتیب: بخش نخست با نام منهاج العارفین از محمد عبدالله خان عبدی قیصرشاهی رسول‌نگری دربردارندهٔ ترجمهٔ ۳۰ غزل به نظم، بخش دوم مذاق العاشقین از محمد حسین احمدآبادی شامل ترجمهٔ ۲۴ غزل به نظم، و بخش سوم با عنوان سراج العارفین از پارس علی لاهوری شامل ترجمهٔ ۷ غزل به نظم؛ همراه با فرهنگ اصطلاحات حافظ از عبدالعزیز بن محمد عبدالرشید | |
| ۷                                        | محمد شاه‌الدین قادری سروری سیالکوتی فرزند قطب دین                                                            | ترجمهٔ ۱۹۴ غزل و یک «ساقی‌نامه» به نظم با یک مقدمه با عنوان ترجمهٔ منظوم بزبان پنجابی مع اصل فارسی دیوان حافظ | چاپِ مجدد توسط ملک جنن دین خلف ملک فضل‌الدین نقشبندی مجددی |
| ۸                                        | عبدالرشید لاهوری                                                                                            | شرح و ترجمهٔ گزیده‌ای از دیوان به نظم در ۳ بخش با شرح و نیز ترجمهٔ گزیده‌ای از غزل‌ها با تضمین‌هایی از بعضی اشعار با عنوانِ فرهنگِ فارسیِ برخی اصطلاحاتِ حافظ و چاپ در دو نوبت در سال‌های ۱۳۰۸ و ۱۳۳۳ ه‍.ق | |
| ۹                                        | سید فضل‌شاه نوانکوتی (د. ۱۸۹۰ م)                                                                             | ترجمهٔ دیوانِ حافظ | |
| ۱۰                                       | منشی محمد رمضان کهوکر وزیرآبادی                                                                             | ترجمهٔ ۱۹ غزل با عنوان خلاصهٔ دیوان حافظ | |
| ترجمه‌های بنگالی                          | | | |
| ۱                                        | سری اجه کمار بهتاجاریه                                                                                      | ترجمهٔ ۶۵ رباعی به بنگالی و چاپ در سال ۱۹۱۸ م به‌همراه یک مقدمه در ۷ صفحه دربارهٔ زندگیِ حافظ | |
| ۲                                        | گریش چندرسین (د. ۱۳۲۸ ه‍.ق) از پیروانِ نامدارِ راجه رام موهن رای                                                | ترجمهٔ اشعار حافظ | نخستین مترجمِ شعرِ حافظ در بنگاله |
| ۳                                        | نریندر دیو                                                                                                  | ترجمهٔ دیوانِ حافظ | |
| ۴                                        | مهیت لال و جیتندر موهن باگ چی؛ کرشنا چندر مجمدار؛ جو تندر موهن باگچی؛ سبهاش مکهرجی؛ شکتی چترجی              | ترجمهٔ غزل‌ها در بنگال غربی در اوایل سدهٔ بیستم میلادی توسطِ مهیت لال و جیتندر موهن باگ چی؛ سپس ترجمهٔ تعدادی دیگر توسطِ دیگران | |
| ۵                                        | شهیدالله | ترجمهٔ ۶۰ غزل به نظم و چاپ در سال‌های ۱۹۳۹ و ۱۹۵۹ م در داکا همراه با مقدمه‌ای ۳۵ صفحه‌ای دربارهٔ زندگی و روزگارِ حافظ و ترجمهٔ رباعیاتِ حافظ | |
| ۶                                        | عبدالحافظ                                                                                                   | ترجمهٔ غزل‌ها با عنوان حافظ غزل گهچچو (گلدستهٔ غزلیات حافظ) و ترجمهٔ رباعیاتِ منسوب به حافظ | |
| ۷                                        | عزیزالحکیم                                                                                                  | ترجمهٔ رباعیاتِ منسوب به حافظ | |
| ۸                                        | قاضی اکرم حسین                                                                                              | ترجمهٔ ۲۳۹ غزل با مقدمه‌ای از جسیم‌الدین و چاپ در سال ۱۹۶۱ م در داکا | از مهم‌ترین ترجمه‌های شعرِ حافظ به بنگالی |
| ۹                                        | قاضی نذرالاسلام (د. ۱۹۷۶ م) از اندیشمندان و شاعران بنگلادش                                                  | ترجمهٔ بسیاری از غزل‌ها به نظم و چاپ در روزنامه‌ها و مجله‌های هفتگیِ زمانِ خویش در کلکته؛ ۷۳ رباعی با عنوانِ رباعیات حافظ و انتشار در کلکته در سال ۱۹۳۷ م همراه با شرحی از زندگیِ حافظ؛ تلاش برای نمایشِ ظرافت‌های شعری و ویژگی‌های غزل‌های حافظ در ترجمه | نامیدنِ یکی از اشعارِ عاشقانهٔ خویش به‌نامِ «شاخِ نبات» به‌خاطرِ شناختِ حافظ و دلبستگی به او |
| ۱۰                                       | کانتی چندر گهوش                                                                                             | ترجمهٔ رباعیاتِ حافظ | |
| ۱۱                                       | منصورالدین                                                                                                  | ترجمهٔ ۸۹ غزل با عنوان ایرانیر کوی (شاعران ایران) | |
| ۱۲                                       | منیرالدین یوسف                                                                                              | ترجمهٔ ۷۹ غزل با عنوان دیوانِ حافظ | |
| دیگر زبان‌ها                              | | | |
| ۱                                        | راؤدلپت | ترجمهٔ دیوان به هندی | |
| ۲                                        | محمد اشرف‌الرحمان                                                                                            | ترجمهٔ بعضی غزل‌ها به آسامی | |
| ۳                                        | عبدالقیوم صائب                                                                                              | ترجمهٔ دیوان به سندی با عنوان دیوان حافظ مع ترجمه سندهی | |
| ۴                                        | محمد یعقوب نیاز                                                                                             | ترجمهٔ دیوان به سندی و چاپ در حیدرآباد در سال ۱۹۸۳ | |
| ۵                                        | مَیْوَرْدَهْن دانشور زبان و ادبیات مراتی و سنسکریت                                                                | ترجمهٔ غزل‌ها به زبان مراتی | |

## انگلیسی
با توجه به شواهد، پس از ترجمهٔ لاتینِ گزیده‌ای از دیوان از سوی فِرانسیس مِنینْسْکی و ترجمهٔ لاتینِ غزلِ نخستِ دیوان به‌دست توماس هایْد، ویلیام جونْز نخستین کسی بود که بخشی از اشعارِ حافظ را به انگلیسی ترجمه کرد. او ۹ غزل، یک قطعه، یک رباعی و ابیاتی پراکنده را ترجمه کرد. او غزلِ «تُرکِ شیرازی» را به‌عنوانِ ترانه‌ای فارسی، هم به نثر و هم به نظم درآورد. نخستین کسی هم که ترجمهٔ فرانسویِ شعرِ حافظ را انجام داد، همو بود. این ترجمه، مقدمه‌ای برای مترجمانِ بعدی شد. در ادامه در سدهٔ هجدهم میلادی، ترجمهٔ قابل توجهِ دیگری انجام نشد، به‌جز ترجمهٔ جان نات که شایان توجه است. اما از ابتدای سدهٔ نوزدهمِ میلادی، اشعارِ حافظ بیشترین ترجمه را در میانِ آثارِ شاعرانِ فارسی به خود اختصاص داد. حضورِ انگلیسی‌ها در هند سببِ توجه و علاقهٔ آنان به زبان و ادبِ فارسی شد و در این میان ترجمهٔ اشعارِ حافظ، نشانهٔ نوعی برتریِ ادبی و فرهیختگی بود؛ به‌عنوان نمونه، جرج کرزن، ترجمهٔ ناهمگونی از غزلی از حافظ را در کتابش به‌نام ایران و قضیهٔ ایران جای داد. در عصرِ حاضر، علاقه به حافظ در بعضی جهات افزایش یافته است.
رویکردِ مترجمانِ شعرِ حافظ به انگلیسی، دارای ابعاد و اشکالِ گوناگونی است: ۱. از نظرِ کمّیت: ترجمهٔ انگلیسی دیوانِ حافظ از یک بیت تا کلِ دیوان را دربرمی‌گیرد. ترجمه‌های محدود در چند بیت یا غزل، در روزنامه‌ها و مجلاتِ تخصصی چاپ، و ترجمهٔ تعدادِ بیشتری غزل یا قطعهْ جداگانه منتشر می‌شد. توماس فورد، فوربس فالکنر، الیستر الیت، جان بورتویک گیلکریست، توماس لو، و یوهانس دوبروین هر یک، یک غزل و ویلیام اوزلی و حسین نصر هر کدام دو غزل ترجمه کرده‌اند. ۲. از نظرِ نظم و نثر: ترجمه‌های منظومِ دیوان بیش از ترجمه‌های منثور بوده است. بااین‌حال بعضی از مترجمان بر این باور بوده‌اند که ترجمهٔ منثور، توانایی بهتری برای شناساندنِ حافظ و اندیشه‌هایش به انگلیسی‌زبانان دارد. نیز ترجمه‌های منثور و منظوم هم دارای سبک‌های کهنه و هم سبک‌های معمول‌تر و نزدیک‌تر به زمان هستند و کیفیتِ کهنگی با گذشتِ زمان کمتر می‌شود. ۳. از نظرِ آزادی در ترجمه: مترجمانِ دیوانِ حافظ به دو شیوهٔ منظوم و منثور این کار را کرده‌اند و بدین ترتیب، این دو گونه ترجمه در امتدادِ تقابلِ دو نگاهِ «تحت‌اللفظی» و «آزاد» قرار گرفته‌اند. ترجمهٔ تحت‌اللفظی که به‌خاطرِ رعایتِ امانت نسبت به اصلِ شعر است، در ترجمه‌های منثور بیشتر انجام شده است. بعضی مترجمان سعی در قافیه‌پردازی داشته‌اند و بعضی آن را رها کرده‌اند. وزن‌های انتخابی در ترجمه‌های منظوم، عروضی و کمّی نیست و هِجایی و بر اساسِ تکیهٔ صداهای کلمات در هر مصراع است. بعضی چنان در ترجمهْ خود را آزاد کرده‌اند که به‌سختی می‌توان غزلِ ترجمه‌شده را تشخیص داد. در مقابل، دیگران کوشیده‌اند تا امانتدار باشند اما ترجمه‌شان به‌خاطرِ اشتباه‌خوانی یا فهمِ نادرستِ یک یا چند واژهٔ مهم، نادرست است.
ترجمه‌های گوناگون و بسیارِ اشعارِ حافظ را در سه دسته می‌توان دسته‌بندی کرد. دستهٔ نخست گروهی از مترجمان هستند که مناسب‌ترین گونه برای ارائهٔ شعرِ حافظ به خوانندهٔ انگلیسی را نثر دانسته‌اند. بعضی از آنان، ترجمه‌های تحت‌اللّفظی ارائه می‌دهند و هدف‌شان ترجمه‌هایی امانتدار برای دانشجویانِ ادبیات فارسی است. ترجمهٔ کاملِ دیوانِ حافظ از هِنری ویلْبِرفورْس کِلارْک نمونه‌ای از این‌گونه ترجمهٔ خشک و بی‌روح است. تفسیری کاملاً صوفیانه که یادداشت‌های فراوانی با اطلاعاتِ فراوانِ غیرقابلِ فهم و نالازم دارد و از ویژگی‌های شاعرانهٔ اصلیِ شعر بازمی‌دارد.
تقریباً همهٔ مترجمانِ شعرِ حافظ در این دسته بر این اعتقادند که حسِ شعر را در نثر با دقتِ بیشتری می‌توان بیان کرد. بااین‌حال، استدلالِ ظریف‌تری نیز وجود دارد و آن این است که ترجمه به نظمِ انگلیسی، مجموعه‌ای از قراردادهای نامناسب و بیگانه را بر شعرِ حافظ تحمیل می‌کند. ادوارد بایلز کاول — که بهترین ترجمه‌هایش از حافظ به نثر است — می‌گوید: «ما بر اشعارِ حافظ جامهٔ قافیه نپوشاندیم، ترجیح می‌دهیم تا آنها را به شکلِ ابهام‌آمیز باقی بگذاریم، بدون اینکه تحت تأثیرِ فُرمی دلخواه از ترجمه قرار دهیم. ترجمهٔ ما کاملاً تحت‌اللفظی است چرا که ما می‌خواستیم اشعارِ حافظ را آن‌گونه که هست به خواننده عرضه کنیم.» در میانِ ترجمه‌های منثور، که شاید شایستهٔ توجهِ بیشتری هستند، ترجمه‌هایی هستند که جونز آنها را «نثری معتدل، اما بی‌روح» می‌نامد. در این ترجمه‌ها، مترجم توسط قافیه و وزن محدود نمی‌شود، بلکه روانی و خوش‌آهنگی را ارائه می‌دهد. بعضی از ترجمه‌های جونز و نیز ترجمه‌های ساموئل رابینسون و جاستین هانتلی مک‌کارتی نمونه‌هایی از این نوع هستند. نثرِ آهنگینِ آنها می‌خواهد به نوعی شعرِ منثور، با نزدیکی به نثرِ نسخهٔ مجازِ کتاب مقدس بپردازد. متأسفانه بسیاری از این مترجمان با صُوَرِ خیالِ شعرِ اصلی، بیش از اندازه آزادانه برخورد کرده‌اند، که گاهی به آمیخته‌ای گیج‌کننده از پیوند دادنِ بی‌ربطِ لفظ و تصویر منجر شده است.
دستهٔ دوم ترجمه‌های منظومند که بیشتر ترجمه‌های شعرِ حافظ را دربرمی‌گیرند. سه نوع ترجمهٔ متفاوتْ قابل تشخیص‌اند. دستهٔ نخست، ترجمه‌هایی که سعی در تقلید از قافیه و وزنِ اصلیِ شعر دارند. این نوع ترجمه را «بندبازی ادبی» می‌نامند. تنها سه مترجمِ دیوانِ حافظ این گونه را به‌کار گرفته‌اند: والتر لیف، جان پین (شاعر) و پل اسمیت. در اعمالِ «بندبازی ادبی» تنها نفرِ نخست موفق شده تا از سقوط جلوگیری کند، اما نفر دوم و سوم سقوطِ بسیار سنگینی را پشت سر گذاشتند. درواقع، کارِ لیف قطعهٔ ادبیِ کاملاً هوشمندانه‌ای است که بسیاری از ویژگی‌های صوریِ اصلِ شعر را بازتولید می‌کند، و درعین‌حال مراقبت می‌کند تا به اندازهٔ بیشترِ ترجمه‌ها در قالب‌های شعرِ آزاد، به اصلِ اشعار وفادار باشد. از سوی دیگر، نسخهٔ پین هشداری شدید نسبت به این نوع ترجمه است. ترجمهٔ پین به‌شدت نامطبوع و در بعضی موارد، به‌خاطر استفاده از عباراتِ کهن و نازک‌خیالانهٔ شاعرانه، تقریباً نامفهوم شده است. اسمیت کوشیده تا مانند پین کلِ دیوان را ترجمه کند. او در ترجمه‌اش بسیار وامدارِ گذشتگان است. اسمیت نیز مانند پین، حافظ را با فرم‌های غزلِ انگلیسی آزار می‌دهد، که نتیجه‌اش مانند نسخهٔ پین، به همان اندازه غیرجذاب و ناموفق — و درواقع غیرقابلِ خواندن — است.
مترجمانِ بسیاری تلاش کرده‌اند تا شعرِ حافظ را در فرم‌های منظومِ انگلیسیِ آشناتری ترجمه کنند. مشکلِ اصلی در اینجا موضوعی است که کاول بیان کرده است — و پیتر ایوری و  نیز قویاً آن را بیان کرده‌اند — و معتقدند «کاربردِ قالب‌های منظومِ (استنزا) شعرِ کلاسیکِ انگلیسی ناگزیر به تحمیلِ مفاهیمِ فرمی می‌شود که ... برای مشرق‌زمینْ بیگانه است». روشن است که در پشتِ این دو سنتِ ادبی، اساساً اصولِ زیبایی‌شناسیِ متفاوتی وجود دارد، حتی «تصوراتِ فرمیِ» متناقض در طرح و وحدتِ شاعرانه. بسیاری از مترجمان در این زمینه سعی کرده‌اند تا بر اساسِ درکِ خود از نظریهٔ ادبیِ کلاسیکِ غربی، شاعرِ ایرانی را قضاوت کنند، بنابراین احساس کردند که باید براساسِ اثرِ وی «ارتقا یابند». به‌باورِ الکساندر راجرز این اشعار «به‌ظاهر مانندِ چهل‌تکه‌ای هستند که از ارزش‌شان به منزلهٔ آثارِ ادبی، بسیار کاسته می‌شود». هرمن بیکنل اطمینان دارد که «در بسیاری از غزل‌های حافظ» وحدتی وجود ندارد. صریح‌ترین بیانِ چنین عقیده‌ای از ریچارد لو گالی‌ین است که درحقیقت با اصلِ شعرْ آشنایی نداشت و به نسخه‌های کلارک و پین متکی بود. او نسبت به برتریِ شعرِ کلاسیک اطمینان داشت و بدین ترتیب اعلام می‌کند که «من سعی کردم با انتخابِ آن اشعاری که بیشترین انسجام و ارتباطِ معنایی را داشتند، و با افزودنِ پیوندهای تفسیریِ شخصی، و انتخاب و پرداختِ مهم‌ترین موضوع از دو یا سه موضوعِ مختلف که غالباً در یک غزل وجود دارند، بر این مشکلِ ناخوشایند غلبه کنم.» ترجمه‌های لوگالی‌ین در قالبِ استنزایی با وزن و قافیهٔ متنوع هستند. مترجمانی که تصمیم به استفاده از فرمِ استنزای انگلیسی گرفتند، «ترانهٔ فارسیِ» جونز را به‌عنوانِ الگویی در دسترس داشتند. جونز هر بیت را در استنزایی شش خطی ترجمه می‌کند. او در ترجمهٔ منثورش از شعر، اصلِ شعر را با حذف و اضافه‌های شدیدی تغییر می‌دهد، و وضوحِ صُوَرِ خیال در اصلِ شعر را می‌آلاید و آن را بی‌اهمیت می‌پندارد. متأسفانه تقریباً همهٔ مترجمانی که این روش را انتخاب کرده‌اند، در این زمینه از جونز پیروی کرده‌اند؛ تنها یک استثنای ممتاز وجود دارد و آن ترجمه‌های گرترود بل است. این نسخه هنوز هم شفاف‌ترین، آهنگین‌ترین و دقیق‌ترین ترجمه‌های منظومِ شعرِ حافظ به انگلیسی است. از دیگر فرم‌های منظومِ انگلیسی که بسیار موردِ استفاده قرار گرفته، نوعی رباعیِ آیمبیکِ هشت هجاییِ وتدی است. در میان ترجمه‌ها به این فرم، ترجمه‌های کلنل فرانک مونتاگ روندال در تقلید از تک‌قافیهٔ شعرِ حافظ موفق بوده است. عدمِ تمایل به تحمیلِ یک فرمِ خارجی بر غزلِ کلاسیکِ فارسی، بعضی مترجمانِ مدرن را به استفاده از قالبِ شعرِ آزاد ترغیب کرده است. برخی از ترجمه‌های اولیه در شعرِ آزاد حتی نمی‌توانند جلوه‌ای از عظمتِ شعرِ حافظ را ارائه دهند. در میان ترجمه‌های اخیر، ترجمه‌های آربری و هیث–استابس احتمالاً بهترین ترجمه‌های شعرِ آزاد هستند. آنان هر بیت را در قالبِ بیتی بی‌قافیهٔ غیرمتشکل از خطوطِ شش هجایی ارائه می‌دهند که برخی از ظرایفِ تقارنِ شعرِ حافظ را حفظ می‌کند.
دستهٔ سومِ ترجمه‌ها — اگرچه نمی‌توان آنها را دقیقاً ترجمه نامید — ترجمه‌هایی هستند که نویسنده نه تنها در تغییرِ کلمات و معنای اصلی به خود آزادی می‌دهد، بلکه در بیانِ آنها به شکلِ دلخواه نیز آزادی دارد. این نوع ترجمه امروز، «اقتباس» یا «ترجمهٔ خلاق» خوانده می‌شود. مترجمانِ بسیاری سعی کرده‌اند از مترجمِ نامدار، ادوارد فیتزجرالد تقلید، و شعرِ حافظ را در قالبِ رباعی ارائه کنند. یکی از این مترجمان می‌نویسد: «من گهگاه موضوعاتِ آمده در یک غزل را در یک رباعی یا چند بیت بیان کرده‌ام.» در میانِ مقلدانِ حافظ سه چهرهٔ برجسته وجود دارند، رینولد نیکلسون، الیزابت بریجز و بازیل بانتینگ؛ غزلیاتِ بریجز و حافظیاتِ بانتینگ، هردو ترجمه‌های ممتازی هستند و در برابرِ ترجمه‌های تحت‌اللفظیِ امانتدارانه، عظمتِ شعرِ حافظ را بسیار بهتر انتقال می‌دهند.
مسئلهٔ دیگر در بعضی از ترجمه‌ها، خشک و بی‌روح بودنِ آنهاست. مترجمانِ دیوان از گروه‌های مختلفِ اجتماعی بوده‌اند از ادیب و شاعر و روزنامه‌نگار تا قاضی، پزشک، جراح، معلم، استاد دانشگاه، دیپلمات، کشیش، بازرگان، بانکدار و حسابدارِ عالی‌رتبه. این گستردگی به‌سبب آن است که بعضی از مترجمان — به‌ویژه بعضی از نخستین آنان — مأمورانِ سیاسی و نظامی در هند بوده‌اند و از همین طریق با حافظ آشنا شده‌اند. بعضی از مترجمان نیز غیرانگلیسی‌هایی بوده‌اند که تسلط‌شان بر انگلیسی، سببِ تواناییِ ترجمهٔ اشعارِ حافظ شده است، مانند اهالیِ هند یا ایرانیانِ خارج از ایران. در بعضی از این ترجمه‌ها، مقدمه‌های مفصلی دربارهٔ حافظ و اندیشه‌اش، دیدگاه‌های فلسفی، تَصَوُّفِ ایرانی، آرایه‌های ادبی و وزن‌های شعرِ فارسی یا یادداشت‌ها و حاشیه‌هایی بر ابیاتِ ترجمه‌شده از سوی مترجمانْ نوشته شده است.
سدهٔ بیستمِ میلادی شاهدِ ظهورِ نوعِ دیگری از مترجمان، یعنی محقق-مترجم بود. این دسته از مترجمان عموماً شعرِ حافظ را به انگلیسی ترجمه کرده‌اند تا از استدلال یا تفسیرِ خویش حمایت کنند. در میان آنان، ایرج بشیری، مایکل کریگ هیلمن، جولی اسکات میثمی و رابرت ریدر نمونه‌های برجسته‌ای هستند. کارِ آنان به‌اندازهٔ مترجمانِ پیشینْ متنوع است، اما ترجمه‌هاشان در قالبِ آزاد و به انگلیسیِ ساده ارائه می‌شود.
فراتر از انتخابِ قالب و مسئلهٔ برقراریِ ارتباط در یک ساختارِ ادبی و شیوهٔ ادبیِ مبانیِ زیبایی‌شناسیِ یک سبکِ متفاوت، مترجمانِ حافظ مجبور شده‌اند با جلوهٔ صوفیانه — یا غیرصوفیانه — در شعرِ او مواجه شوند. بعضی مانند پین و لوگالین، حافظ را صوفی ندانسته‌اند؛ اما بیشترِ مترجمان سعی کرده‌اند او را به‌عنوانِ شاعری عارف معرفی کنند. علاقهٔ غربیانِ متأخر به تصوف، سببِ ترجمه‌هایی در این زمینه شده است، مانند ترجمه‌های مایکل بویلن، الیزابت ت. گری جونیور، و رضا صابری. چندبُعدی بودنِ شعر حافظ، تقریباً همهٔ مترجمان را به اشتباه انداخته و نتیجهٔ تلاششان عموماً چندان موفق نبوده است. به‌جز چند استثنا، ترجمه‌های انگلیسی به‌طور کلی فاقدِ هرگونه لطافتِ شاعرانه هستند و به‌ندرت توانسته‌اند حتی نگاهی گذرا از ظرافتِ سرشار و زیباییِ قدرتمندِ شاعرِ بزرگِ قرونِ وُسطاییِ ایرانی را در برابرِ خوانندهٔ انگلیسی ارائه دهند.
| فهرستِ مترجمانِ انگلیسیِ دیوانِ حافظ | | | |
| ردیف                             | مترجم | فعالیت | توضیحات |
| ۱                                | جان لیدن (د. ۱۸۱۱ م) زبان‌شناسِ اسکاتلندی؛ نام مستعارش «صادق» بود.                                             | ترجمهٔ منظوم و ماهرانه از ۲۰ غزل و انتشار در چند نشریهٔ آن زمان | |
| ۲                                | جان هدن هیندلی (د. ۱۸۲۷ م) شرق‌شناسِ انگلیسی                                                                   | ترجمهٔ تعدادی غزل به نظمِ انگلیسی با تفسیر و حاشیه بر آنها | ذوقِ شاعرانه در ترجمه‌ها |
| ۳                                | هِرمَن بیکنل (د. ۱۸۷۵ م) دستیارِ پزشک در ارتشِ بریتانیا                                                          | ترجمهٔ ۱۶۱ غزل، دو قصیده، ۳۲ قطعه، ۶۰ رباعی، یک مُخَمَّس و ۷ بیت مثنوی و ابیاتی پراکنده از دیگر غزل‌ها به‌طورِ گزیده؛ چاپ اندکی پس از درگذشت | بیت‌های قافیه‌دار با اندازه‌های متفاوت و حدوداً غیرموسیقایی و بدون ساختاری خوش؛ دارای یادداشت‌های توضیحی در حواشیِ ترجمه‌ها |
| ۴                                | رالف والدو اِمِرسون (د. ۱۸۸۲ م) شاعر، مقاله‌نویس و فیلسوفِ آمریکایی که با زبانِ فارسی آشنایی نداشت.               | ترجمهٔ ۶ غزل، یک قطعه و چند بیت مثنوی از روی ترجمهٔ آلمانیِ یوزف فن هامر پورگشتال و چاپ در بعضی از آثارِ شخصی و نیز نشریاتِ آن زمان | تعدادی ترجمهٔ ناویراسته و ناقص از حافظ از وی به‌جا مانده است. او به حافظ بسیار اعتقاد داشت و ترجمه‌هایش روان و استادانه است. |
| ۵                                | ساموئل رابینسون (د. ۱۸۸۴ م) از مَنچِستِر و صاحبِ صنعت در تولیدِ پنبه                                              | ترجمهٔ ۱۰۰ غزل و یک قصیده به نثرِ موزون و تقریباً درست؛ چاپ در ۱۸۷۵ م با عنوانِ «یک سده غزل، یا یکصد چامهٔ انتخاب و ترجمه‌شده از دیوانِ حافظ» | دلبستهٔ شعر فارسی از دورانِ جوانی؛ اعتقاد به ترجمهٔ نثر به‌سببِ انتقالِ دقیق‌ترِ معانیِ اشعارِ حافظ به خوانندهٔ انگلیسی |
| ۶                                | پستانجی کوورجی تهاکر                                                                                         | ترجمهٔ ۱۰۰ غزل همراه با متن فارسی در ۱۸۸۷ م | |
| ۷                                | محمد حمیدالله                                                                                                | ترجمهٔ گزیده‌ای از دیوان به‌همراه شرح حالی از حافظ | |
| ۸                                | ادوارد بایلز کاول (د. ۱۹۰۳ م) شرق‌شناس، پژوهشگر و استادِ زبان سانْسْکِریت در دانشگاه کَمْبْریج                       | ترجمهٔ اشعاری از دیوان در دورانِ تحصیل؛ ترجمهٔ ۴۷ غزل، یک قطعه و ابیاتی پراکنده و انتشار در نشریاتِ آن زمان | ترجمه‌هایش از بهترین ترجمه‌های ویکتوریایی است. ابتدا به نظمْ ترجمه می‌کرد اما بعداً نثر را ترجیح داد تا از تحمیلِ شکلِ نادرستی بر شعر اجتناب ورزد. |
| ۹                                | بارون رویزکی سفیرِ امپراتوریِ آلمان در پادشاهیِ لهستان و علاقه‌مند به زبان و ادبِ فارسی                           | ترجمهٔ تعدادی از غزل‌ها | برداشتی آزاد از غزل‌ها |
| ۱۰                               | ادوین آرنولد (د. ۱۹۰۴ م) شاعر و نویسندهٔ انگلیسی                                                              | ترجمهٔ ۴ غزل در اثرش با عنوانِ «دهمین شعر و اشعار دیگر» | دارای زبانی قدیمی و شاعرانه و نشان‌دهندهٔ دانشِ موسیقاییِ مترجم |
| ۱۱                               | هِنری ویلْبِرفورْس کِلارْک (د. ۱۹۰۵ م) عضوِ گروهِ مهندسانِ بنگال                                                      | ترجمهٔ ۶۱ رباعی، یک مخمّس و چند بیت مثنوی | هدف از این کار، انتقال بی‌واسطهٔ معانی و کاربردهای صوفیانهٔ حافظ بوده و ازاین‌رو، جمله‌های معترضهٔ بسیاری برای بیانِ این مفاهیم به‌کار برده است. کلارک ترجمه‌های بیکنل را «بی‌ارزش» می‌دانست. زبان ترجمهٔ کلارک، ناموزون و بی‌تناسب است و یادداشت‌ها و ترجمهٔ تحت‌اللفظی، خواندنِ ترجمه را سخت کرده است. او ترجمه‌اش را با عنوانِ «دیوانِ خواجه شمس‌الدّین محمّد شیرازی، معروف به لسان‌ُالْغیْب و تَرجُمانُ الْاَسرار، سروده در سدهٔ چهاردهم» در سال ۱۸۹۱ م در کلکته چاپ کرد. |
| ۱۲                               | هرمزجی تمولجی داداچانجی                                                                                      | ترجمهٔ منثورِ ۵۰ غزل به انگلیسی با شرح‌حالی از حافظ، توضیحاتِ دستوری، وزنِ اشعار و نحوهٔ تقطیعِ آنها؛ انتشار در سال ۱۸۸۱ م در دهلی | |
| ۱۳                               | الکساندر راجرز (د. ۱۹۱۰ م) کارمندِ دستگاه‌های دولتیِ انگلیس و هند                                               | ترجمهٔ ۱۵ غزل، ۳۸ رباعی و دو قطعه به انگلیسی | ترجمهٔ رباعیات به‌شیوهٔ فیتز جرالد و نسبتاً روان و چاپ همراه با گزیده‌ای از گلستانِ سعدی و انوارِ سهیلی در لندن در سال ۱۸۸۹ م؛ انتشارِ غزل‌های حافظ به گونه‌های مختلفِ بندبندشده یا «استنزا» در ۱۹۰۸ م؛ رعایتِ شرطِ امانت در هر دو کار |
| ۱۴                               | جان پین (شاعر) (د. ۱۹۱۶ م) مترجم و زبان‌شناس لندنی                                                            | ترجمهٔ ۲۰۰ غزل، ۴ قصیده، ۳۱ قطعه، ۶۴ رباعی، یک مخمّس و تعدادی از ابیاتِ مثنوی؛ چاپ و انتشار با نامِ «اشعارِ شمس‌الدین محمّد حافظِ شیرازی» در ۱۹۰۱ م در ۳ جلد                                                                                       | او اعتقاد داشت حافظ به‌همراهِ دانته و شکسپیر، سه تن شاعرِ بزرگ جهانند. آرتور آربری شدیداً منتقد ترجمه‌های پین است. |
| ۱۵                               | گرترود بِل (د. ۱۹۲۶ م) سَیّاح، مورّخ و دیپلماتِ انگلیسی                                                           | ترجمهٔ ۴۳ غزل و قطعه و چاپ در سال ۱۸۹۷ م با عنوانِ «اشعاری از دیوانِ حافظ» | از موفق‌ترین ترجمه‌های انگلیسی از نظرِ حفظِ امانتداری نسبت به اصلِ اشعار و کیفیت |
| ۱۶                               | ادوارد براون (د. ۱۹۲۶ م)                                                                                     | ترجمهٔ ابیاتی پراکنده از چندین غزل و یکی دو قطعه و انتشار در کتابِ تاریخ ادبی ایران | |
| ۱۷                               | والتر لیف (د. ۱۹۲۷ م) تاجر و بانکدارِ برجسته و اهل قلم                                                        | ترجمهٔ ۲۶ غزل و قطعه به انگلیسیِ موزون؛ چاپ در کتابی با عنوانِ «ترجمه‌هایی از حافظ، رساله‌ای در وزنِ شعرِ فارسی» | تلاش برای القای تصوری از وزن در شعرِ حافظ به خوانندهٔ انگلیسی‌زبان؛ از موفق‌ترین ترجمه‌ها؛ تقطیعِ اصلِ شعر در مقدمهٔ هر غزل و تلاش برای تقلید از الگوی موزونِ غزل و الگوی قافیهٔ غزل |
| ۱۸                               | فرنک مانتیگ راندل (د. ۱۹۳۰ م) سرهنگِ ارتشِ هند                                                                 | ترجمهٔ ۲۸ غزل، حدوداً ۱۲۰ رباعی و یک مخمّس و ابیاتی پراکنده به نظم در مجموعه‌ای با عنوانِ «منتخباتی از رباعیات و غزل‌های حافظ، عارف و غزل‌سرای بزرگِ ایران ...»                                                                                    | ترجمهٔ نظم رباعیات در قالبِ چهارپاره‌های ۱۲ سیلابی در مصراع و طبقِ الگوی aaba؛ ترجمهٔ غزل‌ها در وزن‌های مختلفِ شعری؛ ترجمه‌هایی عموماً روشن و دلنشین |
| ۱۹                               | رینولد نیکلسون (د. ۱۹۴۵ م) مولوی‌پژوهِ انگلیسی                                                                 | ترجمهٔ ۲۲ غزل در قالبِ گونه‌هایی از شعر؛ چاپ در دو کتاب با عنوانِ «توانگر و درویش، دفتری از اصل و ترجمهٔ اشعار» و «ترجمه‌هایی از شعر و نثرِ مشرق‌زمین»                                                                                             | |
| ۲۰                               | ریچارد لو گالی‌ین (د. ۱۹۴۷ م) نویسندهٔ اهلِ لیوِرْپول                                                             | ترجمهٔ ۸۵ غزل و ۱۱ قطعه براساس ترجمه‌های کلارک و پین و نگاه به ترجمه‌های مکارثی، لیف و بل و انتشار با عنوانِ «غزل‌هایی از دیوانِ حافظ، برگردانی آزاد از ترجمه‌های تحت‌اللفظی» در سال ۱۹۰۵ م                                                        | بهره‌گیری از انواع وزن‌ها و قالب‌های استنزا در این ترجمه‌ها و حذف و اضافهٔ وسیعِ مضامینِ اشعار |
| ۲۱                               | عبدالمجید و ل. کِرَنمر بینگ بینگ دانش‌آموختهٔ کمبریج و مدرس شرق‌شناسی بود.                                        | ترجمهٔ ۵۴ رباعی، ۳ غزل و یک قطعه به نثر و به شعر سرودنِ آنها توسط ل. کِرَنمر بینگ؛ چاپ با عنوانِ «رباعیات حافظ» در سال ۱۹۱۰ م | الگوی ترجمهٔ رباعیات، تقلید از فیتز جرالد (در هم‌قافیه بودنِ مصرع‌های اول، دوم و چهارم) بود، اما بدون تنوع و ظرافت‌های وزنیِ ترجمهٔ جرالد |
| ۲۲                               | چهوتوبهای ب. ابووالا با کمک محمد حسیب‌الله قریشی                                                              | ترجمهٔ ۷۵ غزل از حرف «م» همراه با یک مقدمه در ۱۹۱۴ م | |
| ۲۳                               | خدابخش ایرانی و دینشاه جی ایرانی شاید از پارسیان هند باشند.                                                  | ترجمهٔ ۷۵ غزل و انتشار در بَمبَئی؛ چاپِ ویرایشِ دوم با عنوانِ «حافظ، غزل‌های ۱-۷۵» در ۱۹۲۵ م | ترجمه‌های ملال‌آور و کمی ناشیانه، اما دقیق؛ آوردنِ توضیحات و ترجمه‌های دیگر در داخلِ پرانتز در سراسرِ کتاب |
| ۲۴                               | م. ج. تاکور                                                                                                  | ترجمهٔ گزیده‌ای از ۷۵ غزل همراه با مقدمه، شرح حال حافظ، حاشیه‌نویسی و معنی لغات در ۱۹۲۵ م | |
| ۲۵                               | ای. ای. ممون                                                                                                 | ترجمهٔ ۵۰ غزل نخستین از حرف «د» به‌همراه متن فارسی به‌منظور آموزش در ۱۹۳۶ م | |
| ۲۶                               | الیزابت بریجز (د. ۱۹۷۷ م) شاعرِ انگلیسی و فرزندِ مَلِکُ‌الشُّعرای انگلیسی رابرت بریجز                                | ترجمهٔ ۱۵ شعر با الهام از اشعارِ حافظ در اثری با عنوانِ «غزل‌هایی از حافظ و ابیاتی دیگر» | عدم تطابقِ کامل با اشعارِ حافظ؛ بیشتر الهام هستند تا ترجمهٔ اشعار. |
| ۲۷                               | رابرت اُبارد                                                                                                  | ترجمهٔ ۱۳۰ غزل در دو کتاب با عنوانِ «یادگارهایی از حافظ» چاپ در سال ۱۹۲۱ م، و «یادگارهای دیگری از حافظ» انتشار در الله‌آبادِ هند | با وجودِ اشتباه‌های زبان‌شناختی، بیشتر ترجمه‌ها درست است. |
| ۲۸                               | کریشنا لعل م. جهاوری                                                                                         | ترجمهٔ ۱۰۰ غزل به نثر در دو مجموعه با عنوانِ «دیوان حافظ، ترجمه‌شده به انگلیسی، غزل‌های ۱۵۱-۲۰۰» و «ترجمه و شرحِ دیوان حافظ، غزل‌های ۲۵۱-۳۰۰» و چاپ در بمبئی                                                                                     | ترجمه‌ای ناموفق و پرخطا، بی‌روح و ناهماهنگ و گمراه‌کننده در انتقالِ زبانِ استعاریِ حافظ |
| ۲۹                               | مسعود فرزاد (د. ۱۳۶۰ ه‍.ش) نویسنده و پژوهشگری اهل سنندج و ساکن در لندن                                         | ترجمهٔ ۱۰ غزل و انتشار در سه کتاب دربارهٔ حافظ با عنوانِ «ترجمهٔ حافظ» در ۱۹۳۵ م، «مردی که می‌اندیشید» در ۱۹۴۵ م، و «حافظ و اشعارش» در ۱۹۴۹ م                                                                                                   | ترجمهٔ بخشی از اشعار، هم به نثرِ تحت‌اللفظی و هم به شعرِ آزاد؛ بهتر بودنِ ترجمه‌های منثور از ترجمه‌های شعرِ آزاد |
| ۳۰                               | جان چَپمن شاعر و منتقدِ ادبی                                                                                   | ترجمهٔ ۲۸ غزل و ۵۳ رباعی به نظم و چاپ در سال ۱۹۳۴ م در انگلیس با عنوانِ «گلچین رامپور» | با وجودِ عدم برجستگی، خواندنی‌تر از ترجمه‌های نظمِ بسیاری دیگر از مترجمان؛ القای نسبیِ حال و هوای اشعارِ حافظ |
| ۳۱                               | آرتور آربری (د. ۱۹۶۹ م)                                                                                      | ترجمهٔ ۵۰ غزل همراه با متن اصلی و چاپ در ۱۹۴۷ م با عنوانِ «۵۰ غزل حافظ» | ترجمه در گونه‌های مختلفی از استنزا و عموماً دقیق و خواندنی؛ آربری مقاله‌ای با عنوانِ «حافظ و مترجمان انگلیسی او» در نشریهٔ «فرهنگ اسلامی» دارد. |
| ۳۲                               | بازیل بانتینگ (د. ۱۹۸۵ م) شاعر برجستهٔ انگلیسی و از شخصیت‌های شعرِ مدرنِ سدهٔ بیستمِ میلادی                        | ترجمهٔ ۴ غزل در اثری با عنوانِ «اشعارِ جمع‌آوری‌نشده» | |
| ۳۳                               | هنری برتْرام لیستر نویسندهٔ آمریکایی                                                                           | ترجمهٔ نزدیک به ۱۰۰ غزل و قصیده در شیوه‌ای نزدیک‌تر به نثر تا نظم و چاپ در سان فرانسیسکو با عنوانِ «دیوان حافظ به شعر آزاد» | |
| ۳۴                               | پیتر اِیْوری (د. ۲۰۰۸ م) استادِ فارسیِ دانشگاهِ کمبریج                                                            | ترجمهٔ ۳۵ غزل با همکاریِ جان هیث استابز به‌شیوه‌ای مطبوع و زنده و به نظم؛ انتشار در ۱۹۵۲ م با عنوانِ «حافظ شیرازی»؛ آخرین اثر ایوری ترجمهٔ «مجموعه غزلیاتی از حافظ شیرازی» و چاپ در لندن یک سال پیش از مرگش بود.                                 | ایوری مترجم و هیث استابز شاعرِ این کار مشترک بوده‌اند؛ از بهترین ترجمه‌های شعرِ حافظ به انگلیسی |
| ۳۵                               | جاستین هانتلی مک‌کارتی نمایشنامه‌نویس و داستان‌نویس، مورخ و عضو مجلسِ نمایندگانِ بریتانیا                         | ترجمهٔ ۱۲۰ غزل و یک قصیده به نثر و انتشار در سال ۱۸۹۳ م با عنوانِ «غزل‌هایی از دیوان حافظ، ترجمه‌شده با انگلیسی» | احتمالِ نوعی سرقتِ ادبی به‌خاطرِ شباهتِ بسیار میان غزل‌های منتخب و شیوهٔ ترجمه با ترجمه‌های دیگران |
| ۳۶                               | عباس آریانپور (د. ۱۳۶۴ ه‍.ش) استادِ دانشگاه و فرهنگنامه‌نویسِ ایرانی                                              | ترجمهٔ نزدیک به ۱۶۰ غزل به نظم با عنوانِ «طالع‌بینی شاعرانه یا غزلیاتی از حافظ» و انتشار در تهران | ترجمه‌ای خشک، متکلّف و با بعضی بی‌دقتی‌ها |
| ۳۷                               | هادی حسن استادِ گیاه‌شناسی در دهلی و پژوهشگرِ تاریخِ شعرِ فارسی                                                   | ترجمهٔ ۱۳ غزل در کتابِ گنجینه‌ای زرین از شعر فارسی به‌همراه اشعاری از چند شاعرِ دیگرِ فارسی؛ چاپ پس از درگذشت در سال ۱۹۶۶ م در دهلی | |
| ۳۸                               | مهدی نخستین (ز. ۱۲۸۳ ه‍.ش) ساکن در ایالات متحدهٔ آمریکا                                                         | ترجمهٔ ۱۱۴ غزل در قالبِ شعرِ آزاد در ۱۹۷۳ م در بولْدِر ایالت کلرادو با عنوانِ «غزلیات حافظ شیرازی» | بیش و کم کردنِ معانیِ اصلِ شعر توسطِ مترجم |
| ۳۹                               | مایکل کریگ هیلمن استادِ فارسیِ دانشگاه تگزاس                                                                   | ترجمهٔ ۱۶ غزل به نثر و به شیوهٔ درست؛ انتشار در ۱۹۷۶ م با عنوانِ «وحدت در غزلیات حافظ» | انتشار مقاله‌ای با عنوانِ «کوشش‌های جدید در شناخت حافظ» در مجلهٔ راهنمای کتاب در سال ۱۹۷۱ م/۱۳۴۹ ه‍.ش با موضوعِ بررسیِ ترجمه‌های حافظ |
| ۴۰                               | الیزابت گرِی هندی و فارسی را در کالج رادکلیفِ هاروارد و دانشگاه اصفهان آموخت.                                  | ترجمهٔ بیش از ۵۰ غزل و انتشار با عنوانِ «حافظ شیرازی: شش غزل» در نشریهٔ آنتیوس و «دریای سبز فلک: پنجاه غزل از دیوان حافظ» با مقدمه‌ای از داریوش شایگان در ایالت اورگن آمریکا                                                                   | |
| ۴۱                               | مود کندی | ترجمهٔ نزدیک به ۹۰ غزل، دو قطعه، ۳ رباعی و یک مثنوی و چاپ با عنوانِ «حافظ جاوید» در سال ۱۹۸۷ م/۱۳۶۶ ه‍.ش | ترجمه بر اساسِ ترجمهٔ جان پین؛ به شیوهٔ مصراع‌های بدونِ قافیه |
| ۴۲                               | خالد حمید شیدا (ز. ۱۹۳۹ م) پزشک هندی و علاقه‌مند به شعر                                                       | ترجمهٔ ۳۰۰ غزل و ۲۰۰ غزل در دو مرحله و در دو اثر | |
| ۴۳                               | جفری اسکوایرز (ز. ۱۹۴۲ م) شاعر و مترجمِ ایرلندی؛ اثرپذیرفته از شاعرانِ مدرنیستِ مانند چارلز اولسون              | ترجمهٔ ۲۴۸ غزل | تلاش برای نمایشِ ویژگی‌های غنایی، کنایی، عرفانی و زیبایی‌شناختی و نیز برقراریِ ارتباط میانِ حافظ با دنیای امروزی |
| ۴۴                               | پل اسمیت (ز. ۱۹۴۵ م) شاعر استرالیایی                                                                         | ترجمهٔ بیشترِ دیوان با عنوانِ «دیوان حافظ»؛ چاپ در دو جلد در مِلبورْن و سال ۱۹۸۳ م | |
| ۴۵                               | مایکل بویْلن (ز. ۱۹۵۲ م) شاعر و فیلسوفِ آمریکایی                                                               | ترجمهٔ ۱۲ غزل به نظم بر اساسِ ترجمهٔ ویلبرفورس کلارک؛ انتشار در کنارِ ترجمه‌های نثرِ کلارک و اصلِ فارسیِ اشعار در ۱۹۸۸ م در واشینگتن، دی.سی. | |
| ۴۶                               | کُلمن بارکْس (ز. ۱۹۳۷ م)                                                                                       | ترجمهٔ ۳۰ غزل، ۳۳ قطعه و یک مثنوی به شکلِ شعرِ آزاد و با عنوانِ «قدرتِ شاعری: پنج شاعرِ صوفی» با همکاریِ عنایت خان | تصریحِ مترجم به آشناییِ غیرمستقیم با متونِ فارسی؛ برخوردِ آزادانهٔ مترجم با محتوای اصلِ شعر به‌اندازهٔ قالبِ صوریِ آنها |
| ۴۷                               | رضا صابری (ز. ۱۳۲۰ ه‍.ش) ایرانیِ مقیمِ آمریکا                                                                    | ترجمهٔ تقریباً همهٔ غزلیات، ۱۰۰ رباعیِ منسوب و یک مخمّس؛ چاپ در دو کتاب با عنوانِ «شعرهای حافظ» در ۱۹۹۵ م و «هزار سال رباعیاتِ فارسی» در ۲۰۰۰ م؛ چاپ «دیوان حافظ» به دو زبان در ۲۰۰۲ م                                                            | ترجمه‌هایی نسبتاً نزدیک به معانیِ اصلِ اشعار، و درعین‌حال ضعیف در انتخابِ واژگان، جمله‌بندی و وزن در انگلیسی |
| ۴۸                               | ا. ج. الستن                                                                                                  | ترجمهٔ ۱۰۵ غزل به نثری تقریباً شاعرانه، بدونِ وزن و قافیه؛ چاپ در لندن در ۱۹۹۶ م با عنوانِ «در جستجوی حافظ» | با وجودِ دلنشینیِ ترجمه‌ها، اما نارسا در بیانِ بزرگیِ حافظ |
| ۴۹                               | هاله پورافضل و راجر مونتگمری (ز. ۱۳۳۵ ه‍.ش و ۱۹۴۴ م) زوج پژوهشگر مقیمِ کالیفرنیا                                | ترجمهٔ ۳۱ غزل و انتشار با عنوانِ «خِرَدِ معنویِ حافظ» در آمریکا در ۱۹۹۸ م | تلاش برای بهره‌گیری از خردِ حافظ دربارهٔ مسائلِ عصرِ اطلاعات؛ با وجودِ عدمِ تناسب در عبارت‌پردازی، ارائه‌دهندهٔ تصویری نسبتاً خوب از فرم در شعرِ حافظ |
| ۵۰                               | غلام‌عباس دلال معلمِ فارسی و اردو                                                                              | ترجمهٔ ۱۲ غزل، ۳ قطعه و ابیاتی پراکنده و چاپ با عنوانِ «اخلاق در شعر فارسی» در ۱۹۹۵ م در دهلی | |
| ۵۱                               | توماس رین کرو                                                                                                | ترجمهٔ ۱۱۷ غزل، ۱۲ قطعه و یک بیت مثنوی و انتشار در دو مجموعه با عنوانِ «کوی باده‌فروش: برگردان‌هایی از اشعار حافظ» در ۱۹۹۸ م و «مستِ شرابِ معشوق» در ۲۰۰۱ م؛ تولید و عرضهٔ لوحِ فشرده با عنوانِ «اثر کامل: اشعاری از حافظ» با همکاریِ گروهِ بوت راکِرز | در زمرهٔ باطراوات‌ترین ترجمه‌های آمریکایی؛ ترجمه‌ها بر اساسِ ترجمه‌های کلارک و تا حدودی با نگاه به ترجمه‌های آربری، رندال و چند مترجمِ دیگر انجام شده است. |
| ۵۲                               | ماناواز الگزاندریان (ز. ۱۹۳۹ م) مترجمِ ایرانی زادهٔ اصفهان                                                     | ترجمهٔ ۶۴ غزل با عنوانِ «دیوان حافظ» براساسِ نسخهٔ قزوینی و غنی | ترجمه‌هایی ناموفق و آمیخته‌ای از معادل‌یابی و تعابیرِ آزاد |
| ۵۳                               | دیک دیویس (ز. ۱۹۴۵ م) شاعر و مترجمِ انگلیسی و استاد ادبیاتِ فارسی در دانشگاهِ ایالتیِ اهایو، آمریکا              | ترجمهٔ ده‌ها غزل در اثری با عنوانِ «چهره‌های عشق و شاعران شیراز» | فاصله از جهانِ ادبیِ حافظ؛ انتخابِ لحن در غزل‌ها |
| ۵۴                               | ژیلا پیکاک (ز. ۱۹۴۸ م) هنرمندِ ایرانیِ مقیمِ بریتانیا و علاقه‌مند به نقاشی‌خط                                     | ترجمهٔ ۱۰ غزل | با جلوه‌های بدیعِ بصری و شمارگانِ محدود |
| ۵۵                               | دنیل لادینسکی (ز. ۱۹۴۸ م) شاعر و مترجمِ آمریکایی                                                              | ترجمهٔ بعضی از غزل‌ها به‌صورتِ آزاد و امپرسیونیستی در کتابِ «امشب موضوع عشق است» | دارای عنوانی جدا برای هر غزل |
| ۵۶                               | شهریار شهریاری (ز. ۱۳۴۳ ه‍.ش) دانش‌آموختهٔ مهندسی مکانیک از دانشگاه‌های بریتانیا و کانادا و ساکن لس‌آنجلس          | ترجمهٔ بیش از ۱۲۰ غزل و ۴۰ رباعی با زبانی نسبتاً روشن و قابل فهم و انتشار به‌صورتِ الکترونیک در ۲۰۰۲ م/۱۳۸۱ ه‍.ش | دارای وزنی نسبتاً آزاد و غیرمنسجم که شعرِ انگلیسی دانستنِ آنها را مشکل می‌کند. |
| ۵۷                               | دینشاه فوردونجی ملا (د. ۱۹۳۴ م) قاضیِ نامدارِ هندی                                                             | ترجمهٔ بخشی از غزل‌ها به نثر و انتشار همراه با یادداشت و توضیح با عنوانِ «هفتاد و پنج غزل حافظ» در بمبئی | از بهترین ترجمه‌های اهل هند |
| ۵۸                               | رابرت بلای، و لئونارد لویزون شاعرِ آمریکایی، و استادِ ادبیات فارسیِ کلاسیک و عرفانی در دانشگاه اِکستر            | ترجمهٔ ۳۰ غزل به شعرِ انگلیسی و انتشار در ۲۰۰۸ م در نیویورک با عنوانِ «ملائک بر در میخانه می‌زنند» | تمامِ ترجمه‌ها از لویزون و بیشترِ نظم از بلای |
| ۵۹                               | جفری این‌بودن؛ جان اسلیتر استادِ ادبیات آمریکا و ادبیاتِ تطبیقیِ دانشگاه ایلینوی شمالی؛ راهبِ آشنا به شعر و ترجمه | ترجمهٔ ۹۹ غزل در اثری با عنوانِ «بافتهٔ سردرگم؛ نود و نُه شعر از حافظ شیراز» | تلاش برای پیوند میانِ روزگارِ حافظ و عصرِ حاضر |
| ۶۰                               | سوامی آناند نیسارگ (د. ۱۹۷۶ م) فعالِ سیاسی–مذهبیِ هند و همکارِ ماهاتما گاندی، فعال در نشر و ادبیات و نویسندگی   | ترجمهٔ غزل‌های حافظ به روشِ مفهومیْ بنا به گفتهٔ خودش | با وجودِ ادعای مترجم در ترجمهٔ مفهومی، ترجمه‌ای تحت‌اللفظی است؛ با اشتباه‌های فراوان |
| ۶۱                               | ک. ب. ایرانی؛ دینشاه ایرانی                                                                                  | ترجمهٔ ۷۵ غزل و انتشار در بمبئی؛ چاپ دوم با ویرایشِ کامل در سال ۱۹۲۵ م در بمبئی | ترجمه‌ای نسبتاً تحت‌اللفظی؛ دارای توضیحاتِ تفسیری |
| ۶۲                               | رالف نیومن شارپ (د. ۱۹۹۵ م) مُبَلِّغِ مسیحیِ ساکن در شیراز به‌مدت ۴۰ سال                                            | ترجمهٔ ابیاتی از حافظ | نکاتِ آموزنده در این ترجمه‌ها با وجودِ مترجم نبودنِ شارپ |
| ۶۳                               | برنارد لوئیس (د. ۲۰۱۸ م) استادِ بازنشستهٔ مطالعاتِ خاورِ نزدیکِ دانشگاهِ پرینستون آمریکا                           | ترجمهٔ شماری از غزل‌ها | |
| ۶۴                               | جی. آر. نیوئل موسیقی‌دان، نوازنده و دکترِ رشتهٔ تاریخ و نظریه‌های انتقادیِ دین                                    | ترجمهٔ غزل‌های حافظ به روشی کاملاً شخصی | تمرکز بر انتقالِ روحِ ابیات همراه با برداشتِ شخصی؛ توجه به اجرای غزل‌ها در سبکِ جاز |
| ۶۵                               | رضا اردوبادیان (د. ۱۳۹۶ ه‍.ش)                                                                                  | ترجمهٔ ۲۰۲ غزل با تلاش برای موسیقیِ نسبتاً قابل قبول و انتقالِ درستِ مفاهیم | |
| ۶۶                               | علاءالدین پازارگادی (د. ۱۳۸۳ ه‍.ش) نویسنده و مترجمِ ایرانی                                                      | ترجمهٔ تحت‌اللفظی و بدونِ جنبه‌های هنری و شاعرانه | |
| ۶۷                               | سعید سعیدپور (ز. ۱۳۳۵ ه‍.ش) استاد دانشگاه و مترجم                                                              | ترجمهٔ دیوان حافظ | بیشتر دقت در انتقالِ مفاهیم و معانیِ دیوان تا جنبه‌های زبانی و زیبایی‌شناختی |

## آلمانی
نخستین ترجمه‌های آلمانیِ شعرِ حافظ به‌دنبالِ ترجمه‌های انگلیسیِ ویلیام جونز انجام شد. در سال ۱۷۷۱ م و همزمان با اینکه این ترجمه به زبانِ آلمانی هم منتشر شد، ۱۶ غزل از سوی کاروی رویتسکی به لاتین ترجمه و منتشر شد. سپس‌تر در سال ۱۷۸۳ م ترجمهٔ تعدادی دیگر از غزل‌های حافظ به آلمانی از سوی رویتسکی منتشر شد. اثرِ اولِ رویتسکی بعدها توسط فریدل به آلمانی ترجمه و چاپ شد و این، نخستین گام در ترجمهٔ اشعارِ حافظ به زبانِ آلمانی بود. شدتِ توجه به حافظ سببِ برانگیختنِ شکایتِ هِردِر، کشیش و ادیبِ آلمانی شد که او را وادار کرد برای جلبِ توجه نسبت به سعدی، به ترجمهٔ قطعاتی از گلستان دست زند.
نخستین ترجمهٔ کاملِ آلمانی توسط شرق‌شناس و دیپلماتِ اتریشی، یوزف فون هامر–پورگشتال انجام شده است. این ترجمه که هنوز هم به‌عنوانِ یکی از مهم‌ترین آثارِ آلمانی شناخته می‌شود، همراه با تمامِ اشعارِ منسوب به حافظ است و در سال ۱۸۱۲ م به چاپ رسید، هرچند که چهارده سالِ قبل تمام شده بود. هامر–پورگشتال دانش‌آموختهٔ زبان‌های تُرکی، فارسی و عربی در مدرسهٔ زبان‌های شرقی و یکی از سه شرق‌شناسِ اثرگذار در پیدایشِ شرق‌شناسیِ لائیک بود. نخستین بار او بود که در زبانِ آلمانی، واژهٔ «دیوان» را بر روی جلدِ ترجمهٔ خویش از دیوانِ حافظ نوشت. در مدت اقامت در قُسطَنطَنیه، هامر–پورگشتال دو کتابِ ترجمهٔ ترکی از حافظ، از جمله شمعی و سُروری را در کتابخانهٔ سلطان عبدالعظیم مطالعه کرد. او همچنین نسخهٔ خود را از ترجمه و تفسیرِ سودی به‌همراه داشت. درمجموع هامر–پورگشتال، ۵۷۶ غزل، ۶ مثنوی، ۲ قصیده، ۴۴ قطعه، ۷۲ رباعی و ۱ مخمّس ترجمه کرده است. کیفیتِ متمایزِ ترجمهٔ هامر–پورگشتال، از یک سو در روشِ ترجمهٔ اشعار نهفته است و از سوی دیگر در اشارات و ارجاع‌های تطبیقیِ او با ادبیاتِ لاتین و یونانی در یادداشت‌های توضیحی‌اش؛ که نشان‌دهندهٔ تلاشِ مترجم در ساختِ جهانِ ادبیِ قابلِ درکِ حافظ برای خوانندگانِ معاصر است که بیشتر در خانه با اشکالِ موسیقیِ کلاسیک قابل‌فهم است. هامر–پورگشتال هم به فرم و هم به محتوای غزل‌ها وفادار است. در این ترجمه اشتباه‌ها و نارسایی‌هایی محتوایی دیده می‌شود که به‌خاطرِ فهمِ نادرستِ برخی اصطلاحات است. نیز بی‌دقتی‌های فنی و صوری در آن قابل مشاهده است که در همان زمان نیز توسطِ منتقدان و پژوهشگران مطرح شد؛ و البته همین اشتباه‌ها و نارسایی‌های معنایی — که تماماً از نقصانِ زبان‌شناسیِ هامر–پورگشتال هم سرچشمه نمی‌گیرد — سبب برخیِ الهامات و خلاقیتِ شعری برای شاعرانِ دیگر مانند گوته شد. از دیگر مواردِ این ترجمه، راه یافتن بعضی غزل‌های مشکوک و ضعیف با انتساب به حافظ در این ترجمه است. رابطهٔ این ترجمه با دیوانِ گوته ناگسستنی است، چراکه دیوانِ گوته سببِ شهرتِ ترجمهٔ هامر–پورگشتال شده است و از سوی دیگر، دیوانِ گوته از این ترجمه نشأت گرفته و بدونِ این ترجمه، دیوان وجود نداشت. این ترجمه از نظرِ صنایعِ ادبی و شعری نیز دچارِ خطاست، هامر–پورگشتال تنها در چند غزل، برای تقلید از وزن و قافیه تلاش کرده که موفق نبوده است.
ترجمهٔ هامر–پورگشتال در فهمِ گوته از حافظ بسیار اثرگذار بود. اثرات آن به حدی بود که تمامِ ترجمه‌های آلمانیِ حافظ که در نیمهٔ دومِ سدهٔ نوزدهمِ میلادی انجام شده بود، مدیونِ دیوانِ غربی–شرقیِ گوته بود. در این دوره بود که دو ترجمهٔ کاملِ دیگر از حافظ منتشر شد، یکی از فینتسنتس روزنتسوایگ فون شواناو و دیگری از هرمان بروکهاوس. پس از ترجمهٔ هامر–پورگشتال و دیوانِ گوته، فریدریش روکرت شاعر و شرق‌شناس و مترجمِ قرآن و شاهنامه، دست به ترجمهٔ اشعارِ حافظ زد و در این ترجمه به جنبه‌های صوریِ اشعار نیز توجه داشت و بدین ترتیب قالبِ غزلِ حافظ را کاملاً به آلمانی بازگرداند و در انتخابِ حروف و واژگان تلاش کرد تا موسیقیِ شعر نیز حفظ شود. همین موضوعْ سببِ انتقاد و اطلاقِ تصنعی بودن نسبت به ترجمه‌اش شد. در آغاز، ۴۰ غزل را ترجمه و با نامِ «گل‌های شرقی» چاپ کرد. او که معاصرِ گوته است، از فرمِ غزل و وزن و قافیهٔ او تقلید می‌کند. این ترجمه برخی از ظرافت‌های حافظ را حفظ می‌کند؛ گرچه ارتباطِ گوته با حافظ با روکرت بسیار متفاوت است، اما دومی در مطالعاتِ علمی از حافظ برتری دارد. این ترجمه‌ها نشانگر ارتباطِ ادبیِ روکرت با حافظ و همچنین نشان دادنِ ظرافتِ هنریِ شاعرِ ایرانی است، به‌ویژه در موردِ استفاده‌اش از زبانِ استعاری. و بعد با ترجمهٔ اشعاری دیگر، مجموع اشعار را به ۸۲ غزل و ۳۰ رباعی رساند که پس از مرگش چاپ شد. آنه ماری شیمل این ترجمه را، بهترین و معتبرترین ترجمهٔ آلمانی از حافظ می‌داند. پل دولاگارد، شاگردِ روکرت، در سال ۱۸۷۷ م، ۴۳ غزل و ۲۸ رباعی را چاپ کرد و هرمان کراین‌بورگ نیز در سال ۱۹۲۶ م، ۴۵ غزلِ دیگر را و ویلهلم آیلرس نیز رباعیات را در سال ۱۹۴۰ به چاپ رساند. انجمنِ روکرت ۶۳ ترجمه از او را در سال ۱۹۸۸ م منتشر کرد، و ناشرانِ بعدی به‌تازگی، نسخهٔ مصور از ترجمه‌های روکرت را منتشر کرده‌اند. آگوست فون پلاتن یکی از مهم‌ترین شاعرانِ احیا (ادبیات) نیز همزمان با روکرت و چاپِ نهاییِ اثرِ گوته در ۱۸۲۷ م، ترجمهٔ گزیده‌ای از اشعارِ حافظ را آغاز کرد. گزیده‌اش را، با عنوانِ «نمونه‌هایی از دیوانِ حافظ» نامید، پلاتن موفق شد بافت و عمقِ چندلایهٔ شعرِ حافظ را به‌تصویر بکشد. پلاتن در بهره‌بردن از حافظ به‌عنوان الگویش، اصلِ غزل‌ها را به آلمانی، و همچنین ترجمه ۲۶ غزل و ۱۱ بیت مجزا از حافظ را ترجمه کرد. در کتابِ بعدی، با عنوانِ ۱۵–۲۰ اکتبر ۱۸۲۲، پنجاه غزلِ دیگر را ترجمه و با یک مقدمه منتشر کرد. او دو کار انجام داد: نخست ترجمهٔ دقیق با استفاده از قالب و وزنِ شعرِ آلمانی، و دوم سرایشِ اشعاری به شیوهٔ حافظ در قالبِ غزل. او تعدادِ کمتری غزل نسبت به روکرت ترجمه کرد، بااین‌حال از نظرِ منتقدانْ ترجمهٔ بهتری نسبت به روکرت دارد.
پس از ترجمه‌های روکرت و پلاتن، دیگر مترجمانْ این راه را ادامه دادند. گئورگ فریدریش داومر در سال ۱۸۴۶ م، مجموعه‌ای با نامِ «ترانه‌های حافظ» را منتشر کرد. اثرِ داومر از محبوب‌ترین گزیده‌های غزل‌های حافظ به آلمانی بود. دامر رهبرِ آهنگسازِ پرکار بود و ترجمه‌هایش از حافظ نتیجتاً برای آواز و پیانو تنظیم شد. بین سال‌های ۱۸۵۴ و ۱۸۵۸ م، هرمان بروکهاوس، استادِ وقتِ زبان‌های هند و ایرانی لایْپْزیگ، اولین ترجمهٔ کاملِ حافظ را از زمانِ هامر–پورگشتال منتشر کرد. این نسخهٔ سه جلدی، بر اساسِ نسخه و تفسیرِ سودی است و متنِ اصلی در انتهای کتاب آورده شده است و می‌توان ترجمه را به‌راحتی مقایسه کرد. اگرچه بروکهاوس روشِ ترجمه‌اش را در جلدِ دوم و سوم تغییر داد، اما بااین‌وجود ارزشِ علمیِ خود را حفظ کرد. به‌دنبالِ بروکهاوس، دیپلماتِ دیگری از شرق‌شناسان، فینتسنتس روزنتسوایگ فون شواناو ترجمهٔ کاملِ دیگری از حافظ منتشر کرد. روزنتسوایگ فون شواناو ترجمه‌ها و اصل را در صفحاتِ روبه‌رو ارائه، و در انتهای ترجمه‌اش، یادداشت‌های توضیحی درج کرد. این نسخه برای مطالعهٔ متونِ شعرِ فارسی به‌طور کلی و به‌ویژه حافظ قابل توجه است. این اثر، پایهٔ تقریباً تمامِ مطالعاتِ مدرنِ آلمان دربارهٔ حافظ است. گئورگ هنریش فریدیناند نسلمان در ۱۸۶۵ م، مجموعه‌ای با نامِ «دیوان شمس‌الدین محمد حافظ شیرازی، گزیدهٔ اشعار» چاپ و منتشر کرد. ۱۴ غزل توسط فریدریش فون بودنشدت در مجموعه‌ای با نامِ «اشعار حافظ، سرایندهٔ شیرازی» در سال ۱۸۷۷ م منتشر شد. این ترجمه هرچند تعدادِ محدودی غزل را دربردارد، اما از جهتِ مهارتِ مترجم در ترجمهٔ زیبایی‌های کلامیِ حافظ اهمیت ویژه‌ای دارد.
| فهرستِ مترجمانِ آلمانیِ دیوانِ حافظ |                                                     | | |
| ردیف                            | مترجم                                               | فعالیت | توضیحات |
| ۱                               | فریدریش روکرت شاعر و شرق‌شناس و مترجم قرآن و شاهنامه | ترجمهٔ ۴۰ غزلِ حافظ و چاپ با نامِ «گل‌های شرقی»؛ ادامهٔ ترجمه با اشعاری دیگر و درمجموع ۸۲ غزل و ۳۰ رباعی؛ چاپ پس از مرگ | توجه به جنبه‌های صوریِ اشعار و بازگردانیِ کاملِ قالبِ غزلِ حافظ به آلمانی؛ تلاش برای حفظِ موسیقیِ شعر با انتخابِ حروف و واژگان؛ انتقاد و اطلاقِ تصنعی بودن نسبت به ترجمه به همین سبب                                               |
| ۲                               | اوت فون پلاتن خودآموختهٔ زبانِ فارسی                  | ترجمهٔ اشعار حافظ همزمان با فریدریش روکرت؛ انجام دو کار از سوی فون پلاتن: نخست ترجمهٔ دقیق با استفاده از قالب و وزنِ شعرِ آلمانی و دوم سرایشِ اشعاری به‌شیوهٔ حافظ در قالبِ غزل | ترجمهٔ تعدادِ کمتری غزل نسبت به روکرت و درعین‌حال نظرِ مثبت به آن نسبت به ترجمهٔ روکرت از نظرِ منتقدان |
| ۳                               | گئورگ فریدریش داومر                                 | ترجمهٔ مجموعه‌ای با نامِ «ترانه‌های حافظ» و انتشار در سال ۱۸۴۶ م | رویکردِ مادی نسبت به اشعارِ حافظ؛ موفقیت در نمایشِ جنبه‌های فلسفی و عرفانیِ شعرِ حافظ در ترجمه |
| ۴                               | فینتسنتس روزنتسوایگ فون شواناو                      | ترجمهٔ کاملِ دیوانِ حافظ همراه با متنِ فارسیِ اشعار در ۳ جلد در فاصلهٔ سال‌های ۱۸۵۸–۱۸۶۴ م | ترجمه‌ای دقیق؛ ترجمهٔ همهٔ اشعار اعم از اصل و منتسب مانند ترجمهٔ هامر–پورگشتال و بالغ بر ۵۷۳ غزل؛ کمیاب بودن و دسترسی تنها در دو کتابخانه و عدمِ شهرت مانند ترجمهٔ هامر–پورگشتال؛ مانند ترجمهٔ هامر–پورگشتال بدون ظرافت‌های هنری |
| ۵                               | نسلمان                                              | ترجمهٔ مجموعه‌ای با نامِ «دیوان شمس‌الدین محمد حافظ شیرازی، گزیدهٔ اشعار» و چاپ و انتشار در ۱۸۶۵ م | |
| ۶                               | فریدریش فون بودنشدت                                 | ترجمهٔ ۱۴ غزل در مجموعه‌ای با نامِ «اشعار حافظ، سرایندهٔ شیرازی» و انتشار در سال ۱۸۷۷ م | با وجودِ تعداد محدودی غزل، دارای اهمیت خاص از جهتِ مهارتِ مترجم در ترجمهٔ زیبایی‌های کلامیِ حافظ با فضای اشرافی‌گرایانه |
| ۷                               | ژرژ لشچینسکی                                        | ترجمهٔ ۶۰ غزل به نثرِ شاعرانه در ۱۹۲۳ م | |
| ۸                               | گئورگ یاکوب                                         | ترجمه‌ای منظوم و بسیار دقیق؛ چاپ در ۱۹۲۲ م | |
| ۹                               | هلموت ریتر                                          | ترجمهٔ چند غزل؛ توجهِ بیشتر به محتوا نسبت به فرم | |
| ۱۰                              | کایل                                                | ترجمهٔ تعدادی از اشعار و چاپ در مجموعه‌ای با نامِ «گزیدهٔ اشعار دیوان حافظ»؛ ارائهٔ توضیح و تفسیر همراه با ترجمه‌ها | شایانِ توجه از نظر کمّی و کیفی؛ موفق در ترجمهٔ محتوا با وجودِ توجه به جنبه‌های صوریِ اشعار |
| ۱۱                              | یوهان کریستف بورگل                                  | ترجمهٔ غزل‌ها در ابتدا در قالبِ نثر؛ ادامهٔ ترجمه به شکلِ غزل و افزودن بر تعدادِ اشعار؛ انتشارِ چند دفتر و مقاله دربارهٔ حافظ و سَبْکش؛ چاپ گزیده‌ای از ترجمه‌های غزل‌های حافظ به زبانِ آلمانی با عنوانِ «حافظ، منتخب غزل‌های دیوان» و نقلِ ترجمه‌هایی از دیگران و بیش از همه، روکرت و روزنتسوایگ | ادامهٔ کارِ پژوهشگرانی مانند شدر و لنتس |
| ۱۲                              | سیروس آتابای                                        | ترجمهٔ تعدادی از غزل‌ها به نثر؛ ترجمه‌ای نامنظم و بیشتر ناقص همراه با اشعاری از مولوی و خیام | فاقدِ دقت اما گاهی موفق در ترجمهٔ بیت یا مصراعی از نظرِ کیفیتِ ادبی |
| ۱۳                              | وآخیم ول لبن                                        | ترجمهٔ کامل و دقیقِ دیوان در سال ۲۰۰۴ م | چشم‌پوشی از ریزه‌کاریِ صوری و هنری؛ رعایتِ امانت در آن؛ مفید برای کارهای پژوهشی و بهره بردنِ پژوهشگرانِ آلمانی |

## روسی
آشنایی با حافظ در حوزهٔ روسیه و شورویِ سابق بیش از سیصد سال سابقه دارد. همزمان با آشنایی با ادبیاتِ فارسی در دورهٔ کاترینِ دوم و ترجمهٔ آثارِ شرقی به‌واسطهٔ زبان‌های اروپایی — و به‌ویژه فرانسوی — به روسی، ترجمه‌هایی از دیوانِ حافظ انجام گرفت. جایگاهِ حافظ در فرهنگِ روسی، افزون بر شاعری بزرگ، جایگاهِ آزاداندیشی و نمونهٔ مبارزه با تزویر و ریاکاری است. آگاهیِ ادیبانِ روسی در نیمهٔ نخستِ سدهٔ نوزدهمِ میلادی، به‌واسطهٔ ترجمهٔ آلمانی و به‌ویژه دیوانِ غربی–شرقیِ گوته است. این اثرپذیری سببِ ترجمه‌هایی روسی از اشعارِ حافظ شد. ترجمهٔ اوسیپ سنکوفسکی، نخستین ترجمهٔ روسیِ غزل‌های حافظ است. او در سفرِ استانبول با دیوانِ حافظ آشنا شد و مقاله‌ای با عنوانِ «دیوان خواجه حافظ شیرازی، شاعرِ شهیرِ فارسی‌گوی» در شمارهٔ ماهِ مارسِ ۱۸۲۰ م مجلهٔ «یادداشت‌های روزانهٔ ولینسکی» منتشر کرد. در این مقاله ۳ غزل با ترجمهٔ نثر ارائه شده است. این ترجمه‌های از روی ترجمه‌های ترکیِ دیوانِ حافظ انجام گرفته است. دومین ترجمه را الکساندر بستوژیف از ۵ غزلِ حافظ در سال ۱۸۲۸ م و از زبانِ آلمانی به روسی انجام داد. او دو غزل هم از فارسی به روسی ترجمه کرد. نیکلای چرنیشفسکی هم ترجمه‌هایی پراکنده از ابیاتِ حافظ به روسی انجام داد. ترجمهٔ سومْ کارِ آفاناسی فت، شاعرِ روسی است. شاعر بودنِ وی، سببِ فهمِ بهتر و بیشتر وی از اندیشه‌های حافظ و راهیابی‌اش به جهانِ معنویِ او شد. ترجمهٔ فت، تمامِ دیوانِ حافظ را دربرمی‌گیرد و این ترجمه از زبانِ آلمانی به روسی صورت گرفته است. آخرین کاری که در زمینهٔ ترجمهٔ اشعارِ حافظ به روسی انجام شده، کاری است که در انستیتوی شرق‌شناسی آکادمی علوم روسیه درحال انجام است. این اثر ترجمهٔ کاملی از دیوانِ حافظ توسط سه ایران‌شناسِ برجسته و استادِ زبان فارسیِ روس و به‌سرپرستیِ ناتالیا ایلینیچنا پریگارینا است. تاکنون بیش از ۲۰۰ غزلْ ترجمه شده و باقی در دستِ انجام است. پژوهش‌ها در زمینهٔ اشعار و ترجمه و شرحِ بعضی از اشعار نیز، مرتباً در مجلهٔ ایرانو اسلاویکا متعلق به انستیتو منتشر می‌شود.

## ایتالیایی
نخستین ترجمهٔ اشعارِ حافظ توسطِ پیِترو دلّا واله (د. ۱۶۵۲ م) جهانگردِ رُمی انجام شد. او در بازگشت از سفرش به ایران، در سال ۱۶۲۶ م نزد اوربان هشتم در رم و در مجلسی، ترجمهٔ چند شعر از حافظ را خواند و هنرش را با سبکِ غناییِ ویرژیل مقایسه کرد. احتمالاً این ترجمه نخستین ترجمهٔ اشعارِ حافظ در اروپا هم بوده است. مترجمانِ ایتالیایی به پیروی از واله — که سبکِ حافظ را با سبکِ پترارک مقایسه کرد — هنوز در ترجمهٔ دیوانِ حافظ به آثارِ پترارک رجوع می‌کنند. در سنجشِ ترجمه‌های ایتالیایی از دیوانِ حافظ با ترجمه‌های دیوان به زبان‌های دیگر در دو دههٔ اخیر، این نکته به چشم می‌آید که مترجمانِ ایتالیایی همواره سعی در ترجمهٔ شاعرانهٔ دیوانِ حافظ داشته‌اند تا نتیجه بتواند با اصلِ فارسیِ شعر به‌گونه‌ای برابر باشد. اشغالِ ایتالیا در سدهٔ هجدهمِ میلادی، سببِ کاهشِ توجه نسبت به حافظ و ترجمهٔ دیوان شد. ترجمه‌های این دوره اندک هستند و نیز ترجمه‌هایی از روی ترجمه‌های انگلیسی‌اند. در سال ۱۷۸۷ م، ترجمهٔ انگلیسیِ جان نات از اشعارِ حافظ به چاپ می‌رسد. این ترجمه دربردارندهٔ ۱۷ غزل، مقدمه و شرح حالی از حافظ است. در سال ۱۷۸۸ م، نویسنده‌ای گمنام نقدی بر این ترجمه در نشریهٔ «روزنامهٔ ادیبان» در شهرِ پیزا به چاپ می‌رسانَد. او ۴ غزل را از انگلیسی به ایتالیایی ترجمه، و اشعار حافظ را با آناکرئون، شاعر یونان باستان مقایسه می‌کند. او در نقدِ جان نات می‌گوید که وی ترجمه‌ای سطحی از کلامِ ژرفِ حافظ ارائه می‌دهد تا با زیبایی‌شناسیِ شعرِ انگلیسی هماهنگ باشد. سپس‌تر نخستین ترجمه‌های علمی و آکادمیک از شعرِ حافظ در اروپا شکل گرفت و آنجلو گوبرناتیس (د. ۱۹۱۳ م) چند غزل از حافظ را به ایتالیایی ترجمه کرد. او در کتابِ تاریخ ادبیات جهان، ترجمهٔ پنج غزلِ آغازینِ دیوان را ارائه داد. در ادامهٔ ترجمه‌های دیوانِ حافظ به ایتالیایی، ایتالو پیتتسی در سال ۱۸۹۴ م کتابی با عنوانِ تاریخ شعر فارسی در دو جلد و با موضوعِ شرح حالِ ۱۲۰ شاعرِ فارسی‌زبان با ترجمهٔ بیش از ۴۰۰ شعر منتشر کرد و در فصلِ مربوط به حافظ، ترجمهٔ ۱۵ غزل، ۴ قطعه، ۱۶ رباعی و ساقی‌نامه را ارائه داد. پیرو گروسّو پس از پیتتسی، چند شعر از حافظ را در بعضی برگزیده‌ها مانند «فردوسی و اشعار فارسی» ترجمه و چاپ کرد. در سال‌های پس از جنگِ جهانیِ دوم، آنتونیو بلّی ترجمهٔ چند شعرِ حافظ را در گزیده‌ای از اشعارِ شاعرانِ سراسرِ جهان چاپ کرد. دو اثرِ اخیر، از نظرِ پژوهش‌های آکادمیکِ ایتالیایی، ارزش چندانی ندارند. اما در این میان، الساندرو بوزانی کتاب تاریخ ادبیات فارسی را نوشت که ارزشِ آکادمیک و علمیِ بسیاری دارد. او در این کتاب چند غزل از حافظ را ترجمه می‌کند و بر آنها تحلیل‌هایی مبتنی بر زیبایی‌شناسیِ عرفانی ارائه می‌دهد. این ترجمه و تحلیل در مقاله‌ای بسیار مهم از وی نیز — که در ۱۹۷۸ م منتشر شد — منعکس شده است. پس از باوزانی، نسلِ ایران‌شناسانِ جوان، راه او را دنبال کردند. اوا جاردینا در ۱۹۶۶ م، ترجمهٔ گزیده‌ای تک‌نگارانه از شعرِ حافظ را چاپ کرد. جان روبرتو اسکارچا چند غزل از حافظ را از گزیده‌هایی گوناگون از ادبیاتِ فارسی و تاریخش، ترجمه کرد و به چاپ رساند. مهم‌ترینِ این گزیده‌ها با عنوانِ «دیوان غربی» است که ترجمهٔ ۱۸ غزل را دربردارد و به دیوانِ غربی–شرقیِ گوته اشاره می‌کند. اسکارچا با همکاری استفانو پلو، دیوانِ حافظ را به‌طورِ کامل همراه با یک مقدمه و واژه‌نامهٔ اصطلاحاتِ فنی و تفسیرِ گستردهٔ غزلیات، در سال ۲۰۰۵ م ترجمه کرد و سه سال بعد، گزیده‌اش را با عنوانِ «۸۰ غزل» به چاپ رساند. از پژوهشگرانِ سدهٔ بیستم، کارلو ساکونه اشعارِ حافظ را در قالبِ کتابی مستقل به چاپ رساند. او سه کتاب دربارهٔ حافظ دارد: نخست با عنوانِ «ساقی‌نامه» با مقدمه‌ای پژوهشگرانه در سال ۱۹۹۸ م، دوم «باده، شاهدان، و کفر» و سوم «غزل‌هایی از عشق و میخانه» که این‌دو ترجمه‌ای کامل از دیوانِ حافظ هستند و در سال ۲۰۱۱ م منتشر شدند. جووانی ماریا درمه، ترجمهٔ دیوانِ حافظ را در ۳ جلد با نگاهی به سنّتِ پترارکی و در قالبِ نثری موزون انجام داد.

## اسپانیایی
با وجودِ جمعیتِ بسیارِ اسپانیایی‌زبان در کشورهای مختلف، حافظ‌پژوهی رشته‌ای نسبتاً نوپا در این حوزه است. هرچند در این حوزه چندین کارِ پراکندهٔ ترجمه از چند بیت تا چند غزلِ حافظ از زبان‌های دیگر به اسپانیایی انجام شده است — که این آثار نیز معمولاً در حدِّ دست‌نویس، نسخهٔ خطی یا بخشی از مقاله‌های منتشرشده در مجلاتِ ادبی هستند —، بااین‌حال ترجمه و نقدهای آن، کمتر از یک سده در حوزهٔ کشورهای اسپانیایی‌زبان سابقه دارد. در این میان یک استثنا وجود دارد و آن اثری است از معروف گاسپار مریا دِ ناوا آلوارث به «کنت نورونیا» (د. ۱۸۱۶ م)، سیاستمدار، نظامی و شاعرِ اسپانیایی. او این اثر را در اوایلِ سدهٔ نوزدهمِ میلادی در مجموعه‌ای با عنوانِ «اشعار آسیایی» نوشت. کنت نورونیا در این اثر ترجمهٔ اشعارِ شاعرانِ عرب، تُرک و ایرانی را از زبان‌های انگلیسی و لاتین به اسپانیایی ترجمه کرد. این اثر هفده سال پس از درگذشتش در سال ۱۸۳۳ م توسط چاپخانهٔ خولیو دیدوت در فرانسه چاپ شد و پنجاه سال بعد در ۱۸۸۲ م، بخشی از آن توسط بیبلوتکا اورنیورسال در اسپانیا به چاپ رسید. این اثر شامل ۳۶ غزل با ترجمه‌ای آزاد است. فدریکو گارسیا لورکا (د. ۱۹۳۶) از این ترجمهْ اثر گرفته است. نسخهٔ دست‌نویسِ ترجمهٔ کنت نورونیا سپس‌تر از سوی خانواده‌اش به کتابخانهٔ ملیِ اسپانیا اهدا شد. به‌جز ترجمهٔ کنت نورونیا، ترجمه‌های دیگر مربوط به سدهٔ بیستم و آغاز سدهٔ بیست و یکمِ میلادی هستند. هیچ‌یک از این ترجمه‌ها، ترجمهٔ کاملِ اشعارِ حافظ نیستند و نیز تنها سه مورد ترجمهٔ مستقیم از اصلِ اشعار هستند. باقیِ ترجمه‌ها، ترجمه‌های غیرمستقیم و از زبان‌های دیگر به اسپانیایی هستند. مترجمانِ برجستهٔ اشعارِ حافظ نیز کمتر از ده نفر هستند. درحال‌حاضر ۹ ترجمه از اشعار حافظ به اسپانیایی در کتابخانهٔ ملیِ اسپانیا موجود است که تقریباً همهٔ ترجمه‌ها در این زمینه را شامل می‌شود.
| فهرستِ مترجمانِ اسپانیاییِ دیوانِ حافظ | | | |
| ردیف                               | مترجم | فعالیت | توضیحات |
| ۱                                  | رامون بیبس پاستور ادیب و مترجمِ کاتالونیایی و از پیشگامان ترجمهٔ رباعیاتِ خیام به کاتالونیایی                                                          | ترجمهٔ گزیده‌ای از اشعارِ حافظ از فرانسه به اسپانیایی و چاپ با عنوانِ «دیوان حافظ شیرازی» در بارسلونا در سال ۱۹۳۰ م                                                           | با وجودِ ناقص بودن و ترجمهٔ باواسطه، به‌گونه‌ای نخستین ترجمهٔ منتشرشده از اشعار حافظ به اسپانیایی در سدهٔ بیستمِ میلادی است. |
| ۲                                  | برونه | ترجمهٔ ۶ غزل از زبان فرانسه و چاپ با عنوانِ «آوازهای عاشقانه (غزل‌ها)» توسط انتشارات اریمانی در سال ۱۹۴۴ م در بارسلونا و ۱۴ سال بعد از چاپِ اثرِ پاستور                        | |
| ۳                                  | انریکه فرناندز لاتور (د. ۱۹۷۲ م) نویسنده و روزنامه‌نگارِ آرژانتینی، مسئولِ امورِ مطبوعاتیِ سفارتِ فرانسه در آرژانتین، ملقّب به «شوالیه» از سوی دولتِ فرانسه | ترجمهٔ ۱۲۴ غزل به‌صورتِ غیرمستقیم از اشعارِ حافظ از روی ترجمهٔ فرانسویِ شارل دویلرز در ۱۸۲ صفحه، با عنوانِ «غزلیات حافظ» و چاپ در دو نوبت در سال‌های ۱۹۵۳ و ۱۹۶۰ م در بوئنوس آیرس | شاخص‌ترین ترجمهٔ اسپانیایی در طول چند دهه؛ چاپ سوم در سال ۱۹۸۱ م در مادرید در ۱۹۸ صفحه؛ استقبال از آن به‌خاطرِ شهرتِ مترجم و نبودِ ترجمه‌های دیگر |
| ۴                                  | رافائل کانسینوس آسنس (د. ۱۹۶۴ م) ادیب، شاعر، مترجم و منتقدِ ادبی                                                                                     | ترجمهٔ ۲۱۴ غزل و رباعی به‌صورتِ مستقیم از اصلِ اشعارِ حافظ در دههٔ ۱۹۵۰ م؛ انتشار در سه دههٔ بعد                                                                                 | نخستین ترجمه‌های غیرمستقیم از اشعارِ حافظ؛ چاپِ اثری با عنوانِ «غزلیات» در سال ۱۹۸۳ م در ۱۳۰ صفحه؛ انتشارِ اثری با عنوانِ «گلچین شعرای پارسی گوی» در ۳۸۴ صفحه در ۱۹۹۱ م در مادرید و تجدید چاپ در ۲۰۰۶ م دربردارندهٔ ۲۱۴ غزل و رباعی از اشعارِ حافظ؛ دارای مقدمه‌ای مفصل دربارهٔ حافظ و حاشیه‌ها و پاورقی‌های مفید دربارهٔ شعرِ حافظ؛ ترجمهٔ اشعار به سبکِ آزاد برای انتقالِ زیبایی‌های ادبیِ شعر به خوانندهٔ اسپانیایی‌زبان                                          |
| ۵                                  | ماریا کارمن پارودی | ترجمهٔ غزل‌های حافظ با عنوانِ «غزلیات» از ترجمهٔ فرانسویِ شارل دویلرز در ۹۵ صفحه در بوئنوس آیرس به سال ۱۹۷۶ م                                                                  | |
| ۶                                  | کارمن لیانیو | ترجمهٔ منتخبی از غزل‌ها از فارسی به اسپانیایی | |
| ۷                                  | احمد محمد طاهری و کلارا خانس دانش‌آموختهٔ زبان اسپانیایی، روزنامه‌نگار و حافظ‌پژوه ایرانی؛ شاعر، داستان‌نویس و مترجم اسپانیایی                           | ترجمهٔ ۱۰۱ شعر از اشعارِ حافظ با عنوانِ «۱۰۱ شعر از حافظ شیرازی» به دو زبان فارسی و اسپانیایی در ۲۸۵ صفحه و در سال ۲۰۰۴ م                                                    | ترجمهٔ منثور از فارسی به اسپانیایی از سوی طاهری و شرحِ استعارات و اصطلاحاتِ شعر؛ به نظم درآوردنِ ترجمهٔ طاهری از سوی خانس با رعایتِ امانتداری و حفظِ معانیِ واژگان؛ ترجمه از نسخهٔ ویرایشِ حسین الهی قمشه‌ای و شرحِ اصطلاحات از کتاب‌های فرهنگ اصطلاحات و تعبیراتِ عرفانی اثرِ جعفر سجادی و حافظ‌نامه اثر بهاءالدین خرمشاهی؛ دارای اثرِ مشترکی دیگر دربردارندهٔ نگارگری‌های ایرانی در نسخه‌های کتاب‌های ادبیِ ایرانی با عنوانِ «مینیاتورهای ایرانی» منتشرشده در ۲۰۰۸ م |

## فرانسوی
نخستین ترجمهٔ اشعارِ حافظ به زبانِ فرانسه، توسط ویلیام جونزِ انگلیسی در سال ۱۷۷۰ م صورت گرفت. او در پایانِ ترجمهٔ کتابِ دُرّهٔ نادری، ۱۳ غزل از حافظ را معرفی و ترجمه کرد. سپس‌تر در سال ۱۷۷۱ م توسط کارل امریش الکساندر دو رویچسکی در مرکزِ شرق‌شناسیِ وین، ترجمهٔ دیگری انجام شد. او در کتابی با عنوانِ نمونهٔ شعر فارسی، به ترجمه و شرحِ ۱۶ غزلِ حافظ پرداخت. مشورتِ رویچسکی با ویلیام جونزِ انگلیسی، سبب شد تا جونز — که پیشتر ۱۳ غزل از حافظ را در کتابِ دستور زبان فارسیِ خویش معرفی کرده بود — به ترجمهٔ ۱۰ غزل از حافظ دست زند و آنها را به فرانسه در «رساله دربارهٔ شعرِ آسیایی» در سال ۱۷۷۴ م و سپس در کتابِ تفسیرِ اشعارِ آسیایی، کتاب ششم به زبانِ لاتینی منتشر کند. در سال ۱۸۹۸ م، آلفونس نیکلا، چند غزل از حافظ را ترجمه و منتشر کرد، اما این اثر چندان بازتابی نداشت. در سدهٔ بیستمِ میلادی، اندک‌اندک ترجمه‌های بیشتری از اشعارِ حافظ انجام شد. این آثار توسطِ آشنایان با زبانِ فارسی صورت می‌گرفت که حتی مدتی در ایران زندگی کرده بودند. در سال ۱۹۲۲ م در پاریس، هانری پیاتسا اشعارِ حافظ را در کتابی با عنوانِ غزل‌های حافظ ترجمه و چاپ کرد. به‌نظر می‌رسد ترجمهٔ شارل دوویلر نیز که در همین سال و با همین عنوان منتشر شده، تکرارِ اثرِ پیاتساست. آرتور گی در ۱۹۲۷ م، اشعارِ حافظ را در کتابی با نام اشعارِ عاشقانه یا غزل‌ها ترجمه کرد. او در این اثر، مقدمه و یادداشت‌هایی برپایهٔ شرحِ سودی افزوده است. با وجودِ کوششِ فراوان او تنها توانست ۱۷۵ غزل را ترجمه کند. پژوهشگران به‌خاطرِ اشتباه‌های بسیارِ این ترجمه، برای آن جایگاهی قائل نشدند. در سالِ ۱۹۳۲ م، ترجمهٔ تعدادی از اشعارِ حافظ در کتابی با عنوانِ «بیست شعر از حافظ» توسط آنری ماسه چاپ شد. این اثر از سوی پرویز ناتل خانلری تأیید نشد. روژه لسکو در سال ۱۹۵۵ م، ترجمهٔ تعدادی غزل را در کتابی با عنوانِ نُه غزل از حافظ چاپ کرد.
اثر دیگری با همین عنوان و با همین تعدادِ غزل توسط ونسان مونتی در ۱۹۵۴ م ترجمه شده بود. بعدها مونتی تعدادِ بسیاری از غزل‌ها را برگزید و ترجمه کرد. این کار در کتابی با عنوانِ عشق، معشوق و محبوب، صد غزل از دیوان حافظ در سال ۱۹۸۹ م چاپ شد. ژیلبر لازار نیز ۱۵ غزل را ترجمه کرد که شارل هانری دوفوشه‌کور آن‌ها را بهترین ترجمه از شعرِ حافظ می‌داند. دوفوشه‌کور درصددِ ترجمه‌ای کامل برپایهٔ ویرایشی معتبر برآمد و ترجمهٔ خود را براساسِ تصحیحِ انتقادیِ ناتل خانلری با بهره‌بردن از آخرین پژوهش‌های حافظ‌پژوهانِ ایران برای شرح و تفسیرِ ۴۸۶ غزلِ این تصحیح آغاز کرد. این اثر در سال ۲۰۰۶ م به چاپ رسید.

## ژاپنی
رئیچی گامو، ایران‌شناسِ ژاپنی تلاش کرد تا شعرِ حافظ را به زبان ژاپنی ترجمه کند. تسونئو کورویاناگی در ۱۹۷۶ م ترجمه‌ای کامل از دیوان به ژاپنی را ارائه کرد. نسخهٔ مبنای ترجمهٔ او، تصحیحِ قزوینی و غنی است.